# Chevrolet Suburban
 (octobre 2021).
Les informations dans cet article sont mal organisées, redondantes, ou il existe des sections bien trop longues. Structurez-le ou soumettez des propositions en page de discussion.
Avec le temps, il arrive que le contenu présent dans un article devienne désordonné. Il est souvent nécessaire de réorganiser l'article de fond en comble.
- Il faut tout d’abord répartir le contenu de l'article en plusieurs sections. Les informations doivent ensuite être exposées clairement et le plus synthétiquement possible, regroupées par sujet afin d'éviter les doublons. Quelqu'un cherchant une information précise doit pouvoir la trouver rapidement en lisant la section appropriée.
- À l'intérieur de chaque section, le texte, souvent initialement sous la forme de phrases éparses, doit être regroupé dans des paragraphes de quelques lignes, en assurant un enchaînement logique et une cohérence entre les phrases.
- Lorsque l'article ou l'une de ses sections développe trop longuement un point qui n'est pas dans le cœur du sujet traité, il convient de faire une synthèse et de transférer l'ancien contenu dans des articles plus appropriés (en cas de transfert, il faut impérativement respecter la procédure Aide:Scission).

Si vous pensez que ces points ont été résolus, vous pouvez retirer ce bandeau et améliorer le plan d'un autre article.
La Chevrolet Suburban, version allongée de 50 centimètres du Chevrolet Tahoe, est un SUV américain du constructeur Chevrolet. Il s'agit d’un des premiers SUV au monde, la quatrième génération ayant proposé quatre roues motrices dès 1957.
Il existe aussi chez les autres marques du groupe General Motors Cadillac, avec l'Escalade ESV, et GMC, sous le nom « Yukon XL ».

## Histoire
Aux États-Unis, plusieurs constructeurs automobiles ont utilisé la désignation «Suburban» pour indiquer une carrosserie de type break à fenêtre sur un châssis commercial, notamment DeSoto, Dodge, Plymouth, Studebaker, Nash, Chevrolet et GMC. Le nom (Westchester) Suburban était, en fait, une marque déposée de U.S. Body and Forging Co. de Tell City, Indiana, qui construisait des carrosseries de breaks en bois pour tous ces châssis d'automobiles et de camions légers et plus encore.
Chevrolet a commencé la production de son Suburban « fourre-tout » tout en acier en 1934. GMC a sorti sa version en 1937. Ces véhicules étaient également connus sous le nom de « Suburban Carryall » jusqu'à ce que GM raccourcisse le nom pour simplement « Suburban ». L'équivalent GMC du modèle Chevrolet été également nommé « Suburban » à  l'origine, jusqu'à ce qu'il soit renommé « Yukon XL » pour l'année modèle 2000. 
Avec la fin de la production du Dodge Town Wagon en 1966 et du break Plymouth Fury Suburban en 1978, seul General Motors continué de fabriquer un véhicule nommé "Suburban", et GM a obtenu une marque exclusive sur le nom en 1988. Le Chevrolet Suburban est aujourd'hui l'un des plus gros SUV sur le marché. Il a survécu à durer plus longtemps que d'autres véhicules concurrents tels que l'International Harvester Travelall, le Jeep Wagoneer et le Ford Excursion. Le dernier concurrent est le Ford Expedition EL étendu, qui a remplacé l'Excursion.
Le Suburban d'aujourd'hui est un SUV full-size (mis à niveau pour s'étendre à partir de 1967 pour faire place au nouveau K5 Blazer qui a fait ses débuts en 1969) avec trois rangées de sièges, un châssis complet de pick-up et un moteur V8. C'est l'un des rares break disponibles avec toutes les rangées de sièges. Le Suburban a la même hauteur et la même largeur que le Chevrolet Tahoe, bien que le Suburban soit plus long de 510 mm. La longueur supplémentaire offre une zone de chargement plus grande derrière la zone des 9 sièges passagers. De 1973 à 2013, il était disponible en versions de une demi-tonne et de 3/4 de tonnes, cette dernière ayant été abandonnée après l'année modèle 2013, mais a été relancée en 2015 en tant que véhicule exclusif au flotte pour l'année modèle 2016.
Ces dernières années, le Suburban a été utilisé comme SUV de police, véhicule de pompier ou véhicule EMS. Les Suburban sont également utilisés comme limousines. Les Suburban noirs gothiques sont couramment utilisés par les services de renseignement fédéraux, tels que les services secrets par exemple. Les services secrets exploite des versions entièrement blindées du Suburban pour le président des États-Unis quand il assiste à des engagements moins formels. Le Suburban (ainsi que les variantes Tahoe et GMC) est très populaire auprès du Federal Bureau of Investigation en tant que véhicule de service. 
À la fin des années 1990, GM a également introduit une version à conduite à droite du Suburban, portant le badge Holden, pour le marché australien. Les ventes été faibles et GM a retiré le modèle de la gamme Holden en 2000.
En 2015, le Suburban célébré son 80e anniversaire à l'usine d'assemblage de General Motors Arlington, où le 10 millionième Suburban a été produit. Une vidéo a été publiée sur la chaîne YouTube de Chevrolet sur l'héritage des quatre-vingt ans.
Dans un article du 26 février 2018 célébrant la 83e année du véhicule, Car and Driver note que la longévité du Suburban est due au fait qu'il est l'un des modèles les plus vendues de GM, son attrait pour les clients dans tous les domaines indépendamment de la race, du sexe, de la classe ou de l'affiliation politique , et une fidélité unique au SUV. Dans une interview de Sandor Piszar, directeur du marketing des pick-ups / SUV de Chevrolet, qui se souvient que lors d'un événement célébrant le 100e anniversaire de la division des pick-ups, on lui a demandé comment ils appelaient leurs véhicules, "C'est une question amusante, mais c'est vraiment un point intrigant", dit Piszar. « Les gens nomment ce qu'ils aiment. Et ils aiment leurs Suburban ».
Le 5 décembre 2019, le Chevrolet Suburban est devenu le premier véhicule à se voir décerner une étoile sur le Hollywood Walk of Fame par la Chambre de commerce d'Hollywood pour son excellence au cinéma et à la télévision, ayant figuré dans plus de 1750 films et séries télévisées depuis 1952 , et peut également prétendre être apparu dans au moins une série télévisée chaque année depuis 1956, et au moins un film chaque année depuis 1960, plus que jamais pour tout type d'automobile. L'étoile, placée au coin de Hollywood Boulevard et Highland Avenue, portera également le logo Chevrolet au lieu des symboles de divertissement (film, scène, télévision, radio, instruments de musique et artiste d'enregistrement), une autre première pour le Walk of Fame.
Il y a eu un total de douze générations de Chevrolet Suburban depuis ses débuts en 1934, la dernière devant être mise en vente au printemps 2020 en tant que modèle de 2021.
Avant la première génération de Suburban, Chevrolet avait proposé un véhicule de type « station wagon » (Break) en 1933. Ce modèle était construit spécifiquement pour la garde nationale et le Corps civil de protection de l'environnement. La carrosserie était principalement en bois, et le véhicule offrait huit places assises.

## Première génération (1935-1940)
Avant ce Suburban de première génération, en 1933, Chevrolet avait proposé une carrosserie de break, construite sur le châssis d'un camion de 1/2 tonne. Ce modèle été spécialement conçu pour les unités de la Garde nationale et du Civilian Conservation Corps. Une grande partie de la carrosserie été construite en bois et pouvait accueillir jusqu'à huit occupants.
Le véritable modèle de première génération a été proposé par Chevrolet en tant que «Carryall Suburban» - un porte-charge robuste et sans fioritures doté d'une carrosserie de break sur le châssis d'un petit camion[Passage contradictoire]. Axé sur la fonctionnalité, le concept était littéralement de «tout transporter»: toute la famille et son équipement devaient trouver suffisamment d'espace dans un seul camion. Il partageait sa tôle avant et ses cadres avec des modèles de camionnette de 1/2 tonne de la même année, mais comportait des carrosseries de breaks tout en métal différant très peu des formes des breaks "woodie" contemporains. Des sièges pouvant accueillir jusqu'à huit occupants étaient disponibles, dont trois dans la rangée avant, deux dans la rangée du milieu et trois dans la rangée arrière. Les portes du panneau arrière à charnières latérales ou le hayon / lunette arrière peuvent être sélectionnés pour accéder à l'espace de chargement.
La première génération repose sur le châssis du Chevrolet Master[Passage contradictoire (un camion, ou une voiture ?)]. Elle s'adressait aux familles.

## Deuxième génération (1941-1946)
Les Suburban été construits dans les années modèles 1941, 1942 et 1946. Il a également été produit pendant la guerre comme véhicule de transport militaire. Des sièges pouvant accueillir jusqu'à huit occupants étaient disponibles. Les modèles avec portes arrière à panneau été désignés « 3106 », tandis que ceux avec hayons été désignés « 3116 ». Les versions Chevrolet étaient équipées d'un moteur 6 cylindres de 3 540 cm3. La version GMC était équipée d'un moteur 6 cylindres de 3 736 cm3. Il partageait une grande partie de sa mécanique avec les pick-ups AK Series.

## Troisième génération (1947-1954)
Cette génération de modèle était basée sur la série de pick-ups Chevrolet Advance Design.
À partir de 1953, la transmission automatique Hydra-Matic à 4 vitesses était disponible dans les modèles GMC et dans les Chevrolet Suburban de l'année modèle 1954. Les modèles avec portes arrière à panneau été désignés « 3106 », tandis que ceux avec hayons été désignés « 3116 ». En 1952, le Suburban est venu avec un hayon ou des portes à panneaux. La banquette avant était divisée, avec deux sièges côté conducteur et un seul siège côté passager, qui glissaient vers l'avant pour accéder aux deux rangées de sièges arrière. La deuxième rangée était un siège « 2/3 », obligeant les occupants à passer par le siège passager avant, ainsi que les sièges de la deuxième rangée pour accéder à la troisième rangée. 
Ce fut la dernière série à présenter des modèles "Canopy express"[réf. nécessaire].
La conception du Suburban de 1947 inspirerait la conception de la Chevrolet HHR plus d'un demi-siècle plus tard[réf. nécessaire].

## Quatrième génération (1955-1959)
Une ingénierie et un style mis à jour sur les pick-ups Chevrolet n'ont été introduits que le 25 mars 1955, au milieu de l'année-modèle où GM a nommé la série Chevrolet Task Force / GMC Blue Chip. Tous les modèles de pick-ups Chevrolet et GMC ont reçu un nouveau style qui comprenait un capot plus plat, des ailes avant alignées avec la carrosserie et une calandre trapézoïdale. L'indicateur de vitesse en V des pick-ups été partagé avec les modèles de voitures particulières.
Les moteurs comprenaient un six cylindres en ligne et des V8 petits blocs. Chevrolet a utilisé son moteur V8 265, le transformant plus tard en une version de 4 638 cm3. GMC a basé son V8 sur une conception Pontiac. Les numéros des modèles Suburban standard ont continué d'être les mêmes que ceux de la série précédente, mais l'introduction de modèles à quatre roues motrices en 1957 a ajouté les numéros "3156" pour les Suburban 4RM avec portes à panneaux et "3166" pour les Suburban 4RM avec hayons,.
Le nom « Suburban » a également été utilisé sur les pick-ups sophistiquées de la série GMC 100 à 2 portes de GM de 1955 à 1959, appelé Suburban Pickup, qui était similaire au Chevrolet Cameo Carrier, mais il a été abandonné en même temps que le Chevrolet Cameo en Mars 1958, lorsque GM a lancé la nouvelle option de benne "Fleetside" tout en acier remplaçant les bennes en fibre de verre du Cameo / Suburban Pickup. Le nom Suburban n'a plus jamais été utilisé sur un pick-up de 1/2 tonne après l'arrêt du Suburban Pickup. Bien que non documentée en raison d'un incendie qui a détruit les enregistrements, la production de Suburban Pickup est estimée à 300 ou moins chaque année modèle, il a été offert de 1955 à 1958.

## Cinquième génération (1960-1966)
Le style de l'année modèle 1960 - 1961 s'inspirait des véhicules Chevrolet de la fin des années 1950 et avait de grands ports ovales au-dessus de la calandre. La suspension avant indépendante était nouvelle pour 1960. La cabine était dotée d'un pare-brise «enveloppant», tandis que des ouvertures arrière à hayon ou portes à panneau étaient disponibles. 
À partir de 1962, le style du capot était plus conservateur, avec des capots qui éliminaient les grands ports. En 1964, la vitre avant a été mise à jour pour un pare-brise plus plat et une vitre de porte plus grande. 520 kg de marchandises peuvent être transportées à l'arrière.
Cette série de modèles a introduit pour la première fois une option 4 roues motrices ("K") équipée d'usine. Les modèles 2 roues motrices ("C") ont introduit une suspension avant indépendante basée sur une barre de torsion et un bras de suspension et un ressort hélicoïdal arrière, mais en 1963, ils sont revenus à l'approche plus conventionnelle des ressorts hélicoïdaux.
Les options de moteur comprenaient des six cylindres en ligne et des V8 petits blocs. Un moteur V6 GMC de 4 998 cm3 (5,0 L) était également disponible sur les modèles GMC. Le moteur 305 provenait en fait de la gamme de pick-ups de poids moyen de GMC. Il présentait un couple élevé mais était également remarquable pour sa faible économie de carburant. Les transmissions étaient une des boîtes manuelle à 3 et 4 vitesses, les boîtes automatique Powerglide et Hydramatic à double gamme dans les modèles GMC.
Une conversion pour 15 passagers a été effectuée par Stageway de Fort Smith, Ark. Ces Suburban modifiés avaient trois portes à droite, un empattement de 4 343 mm, une longueur de 6 934 mm et pesaient 2 858 kg.
Les modèles SUV à panneaux d'une tonne (C-30) et de 3 m n'étaient plus disponibles après 1966.

## Sixième génération (1967-1972)
Les Suburban de 6e génération comportaient une seule porte côté conducteur et deux portes côté passager, et étaient disponibles en modèles 2 roues motrices et 4 roues motrices. 
Les moteurs proposés au cours des six années modèle comprenaient les six cylindres en ligne 250 et 292, les V8 petit bloc 283, 307, 327 et 350 et les V8 gros bloc 396/402. Pour la première fois, une version de trois quarts de tonne était disponible. Il est également devenu un véhicule de plus grande taille avec l'introduction du K5 Blazer qui a fait ses débuts en 1968 pour l'année modèle 1969.
Cette série serait également la dernière à proposer des modèles SUV à panneaux C-10 et C-20 à des fins commerciales, 1970 étant la dernière année.
Les modèles de 1971 comportaient des freins à disque sur les roues avant et 1972 était la dernière année pour la suspension arrière à ressort hélicoïdal sur les modèles à 2 roues motrices. 1972 a également introduit un boîtier plus petit pour la climatisation du siège arrière (une unité qui couvrait toute la longueur du toit était disponible depuis 1967). Le volant Comfort-Tilt est devenu optionnel en 1971.
Cette génération de Suburban coïncide avec la croissance rapide du marché des véhicules récréatifs. Alors qu'environ seulement 6 200 Suburban étaient produits en 1967, en 1972, ce nombre était passé à quelque 27 000.

### Chevrolet Veraneio (Brésil)
En 1964, Chevrolet au Brésil a présenté une version 5 portes du Suburban appelé C-1416 (connue sous le nom de Veraneio à partir de 1969, qui est le portugais pour "summertime" (été)). Il était basé sur le contemporain Chevrolet C-14 brésilien. Comme le C-14, le C-1416 / Veraneio utilisé le combiné d'instrumentations de la série C / K des Etats-Unis, bien que la disposition de la tôle extérieure soit exclusive au Brésil. Il était initialement propulsé par un six cylindres en ligne Chevrolet 4.2 L basé sur les moteurs "Stovebolt" d'avant 1962. Plus tard, il utilisé le moteur 250 de 4,1 L de la berline brésilienne de taille moyenne, la Chevrolet Opala. La version originale du Veraneio a été maintenue en production, avec une calandre et un intérieur différent, jusqu'en 1988 (année modèle 1989), mais il a finalement été remplacé par une version mise à jour basée sur la famille Série 20. La deuxième génération de Veraneio a été produit de 1989 à 1995.
En 1997, GM a introduit au Brésil les pick-ups nord-américains pour le marché local, en remplacement du "C-Series". La version brésilienne du Suburban a également été convertie à la génération actuelle de l'époque et a duré jusqu'en 2001, s'appelant Grand Blazer, un successeur du Veraneio. Le moteur six cylindres en ligne de 4,1 L développant 138 ch (103 kW) était proposé sur les deux modèles avec en option une unité turbodiesel MWM de 4,2 L développant 168 ch (125 kW).
En 2015, Autoweek a classé la Veraneio au quatrième rang des voitures familiales Chevrolet que l'Amérique n'a jamais eues. Il a également cité la conception du véhicule comme «baroque» et l'a résumé comme «c'est un crossover brésilien des années 1960». Autoweek note que le Veraneio peut être importé aux États-Unis, selon l'état du véhicule.

## Septième génération (1973-1991)
Avec la troisième génération du modèle Rounded-Line C / R & K / V, le Suburban est devenu un véhicule à quatre portes. Le style de carrosserie Rounded-Line des années 1970 est resté largement inchangé pendant 19 années modèle - faisant de cette série la plus longue génération de Suburban en production. Les modèles 2 roues motrices (C / R) et 4 roues motrices (K / V) étaient tous deux disponibles en châssis de 1/2 tonne et de 3/4 de tonnes («10» et «20»). 
Les Suburban de l'année modèle 1973 avaient désormais deux portes de chaque côté (la génération précédente n'avait qu'une seule porte côté conducteur), la climatisation avant et arrière, un porte-bagages, un radiateur sous le troisième siège et une marche/plaque pour un accès plus facile. Un nouveau verrouillage automatique de différentiel Eaton a été introduit en option pour le différentiel arrière.
Pour l'année modèle 1973, le moteur de base était le six cylindres en ligne 250 (100 CV net), avec un V8 petit bloc de 5 030 ou 5 735 cm3 (115 ou 155 CV net), ou le nouveau bloc V8 454 de 1973 (240 CV net) en option. Le V8 307 a été abandonné pour 1974, remplacé par les V8 petit bloc 305 et 400 en 1976. Le 400 a été abandonné après 1980, laissant le 350 comme seul moteur disponible dans les Suburban K-Series, car le 454 n'était pas encore proposé sur les 4x4.
Les transmissions automatiques Turbo Hydra-Matic 350 et 400 à trois vitesses étaient disponibles. Les finitions de remorquage, avec un rapport d'essieu inférieur et des ajouts de refroidissement robustes, étaient facultatifs.
Les options de finition comprenaient le niveau de base (Scottsdale) et les versions améliorées Silverado. Une banquette de 3e rangée en option permettait des configurations à neuf places. Un système de chauffage arrière était facultatif.
En 1982, un nouveau moteur V8 diesel Detroit de 6,2 L était disponible, développant 130 chevaux. Le diesel est plus tard devenu le moteur de choix pour les Suburban exportées vers l'Europe depuis les États-Unis. À l'exception de l'arrêt du V8 305 en 1988, la gamme de moteurs est restée pratiquement inchangée, avec les diesel 350, 454 et 6.2, jusqu'à ce que le Suburban soit redessiné pour le châssis GMT400 en 1992.
La transmission Turbo Hydra-Matic 700R4 à quatre vitesses a été introduit en 1981 et était disponible avec le petit bloc et le diesel de 6,2 litres.
Pour l'année modèle 1981, des moyeux avant à verrouillage automatique ont été ajoutés pour les modèles à quatre roues motrices avec changement de vitesse, et la boîte de transfert NP208 a remplacé la NP205 dans la plupart des modèles.
Pour 1984, l'amiante a été retiré des freins arrière. Pour 1985, une nouvelle calandre a été utilisée. Un total de 64 670 Suburban ont été construits en 1985.
Pour l'année modèle 1987, la méthode de distribution du carburant pour les moteurs est passée des carburateurs à l'injection électronique de carburant. (Cependant, pour le moteur à cylindrée de 7,4 litres, des carburateurs étaient toujours disponibles en plus de l'injection électronique de carburant pour les années modèle 1987-1989). Le système que GM a choisi s'appelait Throttle Body Injection, ou TBI. Le Suburban a gagné l'Anti-lock Braking System (ABS) aux roues arrière pour l'année modèle 1990. Une transmission automatique robuste à quatre vitesses, la 4L80-E a été ajoutée pour 1991. Également pour 1989, la calandre a été repensée pour accueillir une configuration de quadruples phares côte à côte et des feux de position / clignotants plus grands que la configuration de phares simples à double filament précédente, qui était conçue en même temps que les pick-ups légers GMT400. Les modèles économiques (généralement pour l'utilisation des flotte) étaient disponibles avec seulement deux phares (encore une fois, basés sur les modèles C-Series et K-Series de base). 
GM a temporairement changé la désignation habituelle «C / K» en «R» et «V» pour les années modèle 1987 à 1991. Cela a été fait pour éviter toute confusion avec les pick-ups Chevrolet C / K basées sur le châssis GMT400, qui ont été introduits en 1987, pendant la période de chevauchement.

## Huitième génération (1992-1999)
Les Suburban basées sur le châssis GMT400 ont été introduits en décembre 1991 pour l'année modèle 1992. Les modèles de pick-ups similaires étaient passés aux plates-formes plus récentes au cours de l'année modèle 1988. Les modèles 2 roues motrices et 4 roues motrices, désignés «C» et «K», étaient proposés, ainsi que des modèles d'une demi-tonne et de trois quarts de tonnes («1500» et «2500»).
Le moteur de base de toutes les variantes était le V8 bloc compact de 5,7 litres. Le V8 gros bloc de 7,4 L était optionnel pour la série 2500. Le turbo diesel de 6,5 L en option était disponible sur tous les modèles - bien que rare sur la série 1500. Le 6,5 L turbo diesel utilisé dans le Tahoe a été désaccordé à en raison de la limitation de la capacité d'essieu de 220 mm. Les Suburban 1500 avec le 6,5 L turbo diesel utilisé l'essieu à 14 boulons de la série 2500. La garde au sol était de 175 mm, l'angle d'approche était de 18 degrés pour le K-1500 (28 degrés pour le K-2500) et l'angle de franchissement était de 18 degrés.
Les transmissions comprenaient la boîte automatique à quatre vitesses 4L60 de la série 1500 et la boîte automatique quatre vitesses 4L80 plus lourde de la série 2500 et de la série 1500 équipée du moteur diesel 6,5 L turbo. L'option de transmission manuelle de la génération précédente a été abandonnée.
La série GMT400 a introduit une suspension avant indépendante. Les modèles à 2 roues motrices utilisaient des ressorts hélicoïdaux et les modèles à 4 roues motrices utilisaient des barres de torsion dans la suspension avant. Tous les modèles utilisaient un essieu dynamique et des ressorts à lames à l'arrière. 
Le temps du 0 à 97 km/h pour un Suburban de 1995 était de 9,3 secondes. La vitesse de pointe d'un Suburban de 1995 est régie par le moteur pour l'économie. Un maximum de 158 km/h peut être obtenu. L'économie de carburant en ville était de 18 litres aux 100 km et était de 16 litres aux 100 km sur autoroute tandis que le cercle de braquage était de 14,6 m. En 1996, l'économie de carburant était passée à 14 litres aux 100 km sur autoroute.
Les options de finition comprenaient une version de base, le LS et le LT. La disposition des sièges intérieur permettait de disposer de sièges baquets ou d'un banc pour la première rangée et d'un banc optionnel de troisième rangée. Le véhicule peut être configuré de deux à neuf places assises.
À partir de 1994, GM a commencé à apporter de nombreux changements annuels au Suburban, notamment:
- Feu stop central révisé (1994)
- Intérieur révisé comprenant un coussin gonflable côté conducteur, des rétroviseurs latéraux révisés (1995)
- Moteurs L31 Vortec (5 735 cm3) et Vortec 7400 (7 440 cm3) révisés avec puissance et rendement énergétique accrus, changement de vitesse électronique à 4 roues motrices, feux de jour, entrée éclairée et quelques nouvelles caractéristiques intérieures (1996)
- Transmissions révisées, système de direction amélioré et coussin gonflable côté passager ajouté (1997)
- Onstar, système de sécurité PassLock et option 4 roues motrices à temps plein AutoTrac ajoutés, coussins gonflables «désalimenté» de prochaine génération, volant révisé, transmissions révisées à nouveau (1998)[26]
- Aucun changement majeur lors de l'introduction des modèles repensés de 2000 (1999)

### Holden Suburban
En Australie et en Nouvelle-Zélande, Holden a importé la Chevrolet Suburban à conduite à droite construite par GM à Silao, au Mexique, entre février 1998 et janvier 2001. Le Suburban a été présenté pour la première fois en octobre 1997 au Sydney Motor Show. Au total, 746 ont été vendus (460 essence et 286 diesel). Après 2001, les modèles suivants sont revenus à la marque Chevrolet d'origine, qui avait également été utilisée avant 1998. Au cours de la durée de vie du modèle, il y avait trois niveaux de finition : un modèle de base, le LS et le LT. À ne pas confondre avec les variantes de finition est le code du modèle, désigné K8.
L'intérieur du Holden diffère de celui de la version américaine, le tableau de bord du Chevrolet Blazer est utilisé à la place. Cependant, il a dû être étiré côté passager (gauche) pour s'adapter au Suburban plus grand. Une banquette est venue de série sur la variante d'entrée de gamme ainsi que sur le LS, mais le LT, plus chère, a reçu des sièges baquets. Avec l'omission du siège central, le LT a une capacité maximale de huit places assises, contre neuf.
Le confort standard sur tous les modèles comprend une boussole LCD dans le rétroviseur, un volant à inclinaison réglable, un airbag conducteur, des freins ABS et une climatisation à deux zones. Le deuxième niveau de finition, LS, apporté des roues en alliage, des électriques et des rétroviseurs électriques parmi certaines fonctionnalités. Pour augmenter la mise, le LT a gagné des sièges avant électriques, des garnitures en cuir et un hayon en deux parties à ardoise horizontale. Cela est venu par opposition aux "portes arrière" trouvées sur les autres spécifications.
Le Suburban était offert avec le choix d'un V8 Vortec de 5,7 litres, produisant 190 kW (255 ch) et 447 N m de couple, ou un V8 turbodiesel de 6,5 litres développant 145 kW (194 ch) et 583 N m. L'ancien choix portait le nom "1500", tandis que le turbodiesel avait l'identifiant "2500". Le moteur essence de 5,7 litres est compatible avec le GPL, et de tels systèmes pouvaient être installés ultérieurement si vous le souhaitiez. Quel que soit le moteur spécifié, le SUV était équipé d'une boîte automatique à quatre vitesses. Cependant, ce qui différait, c'était le type de transmission. Les moteurs essence étaient équipés de la transmission GM 4L60-E, le GM 4L80-E étant réservé au diesel. Un interrupteur sur le tableau de bord permet au véhicule d'alimenter les quatre roues simultanément, ou les roues arrière uniquement, et permet d'engager les rapports de gamme basse.
Le rendement énergétique du véhicule a été évalué à 19,7 litres au 100 km pour la spécification diesel, ce chiffre passant à 21,8 litres au 100 km pour le modèle essence. Avec cette consommation de carburant lourde, il y avait un réservoir de carburant de 159 litres.
Pour améliorer la charge utile et la capacité de remorquage supplémentaires du diesel, une finition de freinage amélioré, ainsi que des essieux et une suspension ultra-robustes ont été installés. Holden recommande une limite de remorquage maximale de 3 400 kg pour les turbos diesel, avec une réduction de 2 720 kg pour les modèles essence.
La série du Holden Suburban n'était en fait pas la première ou la seule fois où Holden vendait la plate-forme GMT400 en Océanie. À partir de 1996, ils ont importé des GMC C / K pour les conversions en ambulance. Contrairement aux Suburban, ces véhicules n'étaient pas disponibles pour le grand public et ne portaient pas le badge Holden. Ils n'étaient pas non plus construits en conduites à droite d'usine comme l'était le Suburban; la même entreprise qui géré la conversion en ambulance (Jacab Ambulance à Tamworth) changé également la direction de l'autre côté.

## Neuvième génération (2000-2006)
Les Suburban basés sur le châssis GMT800 ont été introduits fin décembre 1999 (Texas uniquement) et janvier 2000 (au niveau national) pour l'année modèle 2000. Ils été vendus en deux séries: 1500 de 1/2 tonne et 2500 de 3/4 de tonnes. Les Suburban sont venues dans les versions Base, LS et LT. En option, un bouton-poussoir pour activer le boîtier de transfert sur les modèles 4 roues motrices. Un attelage de remorque avec prise de câblage pour remorque était facultatif.
Pour 2000, les moteurs V8 Chevrolet de 5,7 L et 7,4 L de longue durée ont été retirés avec le diesel de 6,5 L. Les nouveaux moteurs étaient le Vortec 5300 de 5,3 L pour la série 1500 et le Vortec 6000 de 6,0 L pour la série 2500.
Nouvelles fonctionnalités incluses:
- Une roue de secours déplacée sous le véhicule (plutôt que dans la zone de chargement comme sur les modèles précédents)
- "Feux de position" dans les rétroviseurs extérieurs des modèles LS et LT
- Nouveau tableau de bord comprenant un centre de messages pour conducteur et un compteur d'heures moteur
- Climatisation électronique disponible sur les modèles LT
- Freins à disque aux quatre roues
- Suspension à nivellement de charge Autoride disponible sur les modèles LT
- Suspension arrière auto-nivelante Premium Ride disponible sur les modèles LS
- Composants numériques
- nouvelles roues
- nouvel intérieur
- nouveau tableau de bord moderne
- feux arrière avec clignotants séparés de couleur ambre (dans cette génération uniquement)

Pour 2001, le V8 de 6,0 L dans les Suburban de la série 2500 a gagné 20 ch (15 kW) grâce à un certain nombre de changements, notamment les culasses en aluminium. Le nouveau V8 Vortec 8100 de 8,1 L a également été ajouté en option pour le 2500. OnStar est devenu standard sur les modèles LT et LS avec la nouvelle finition Z71. La direction à quatre roues motrices Quadrasteer a été ajoutée en option sur les modèles 2500 uniquement.
2002 a vu plusieurs caractéristiques optionnelles devenues standard sur le modèle LS, y compris la climatisation avant et arrière, roues en alliage, vitres électriques, sièges avant à réglage électrique, marches latérales, phares antibrouillard et rétroviseurs extérieurs chauffants. Les modèles de base ont été abandonnés, laissant les modèles LS et LT.
La variante L59 Vortec 5300 de la série 1500 ajouté une capacité de carburant flexible. Le moteur 6.0 n'était pas disponible dans la série 1500.
Pour 2003, tous les SUV full-size de GM ont reçu un intérieur amélioré, avec des matériaux de meilleure qualité et d'autres améliorations. Les nouvelles radios offraient une compatibilité Radio Data System, la radio satellite XM, le son Bose et une ergonomie améliorée. Des pédales réglables ont été ajoutées en option et le centre d'information du conducteur monté sur le combiné d'instruments a été amélioré et surveille jusqu'à 34 fonctions du véhicule. Un système DVD Panasonic a été ajouté en option. Le système Stabilitrak de GM a été ajouté et le Quadrasteer est devenu disponible sur les Suburban de la série 2500. La capacité de remorquage des véhicules équipés du Quadrasteer a été réduite de 136 kg (le poids du système).
Pour 2004, les Suburban de la série 1500 ont reçu le système de freinage Hydroboost qui était auparavant introduit dans la série 2500. 
Le Suburban du marché mexicain a reçu une mise à jour frontale cette année, correspondant à celui du Silverado.
L'année modèle 2005 a vu les portes arrière à panneaux à longue charnière abandonnées au profit du hayon anciennement optionnel. Tous les moteurs sont passés à un système de refroidissement entièrement électrique pour réduire les pertes de puissance et la consommation de carburant.
La finition Z71, longtemps exclusif aux modèles 4 roues motrices, est devenu disponible sur les Suburban 2 roues motrices. OnStar est également devenu la norme dans tous les modèles.
Enfin, le Stabilitrak est devenu standard sur tous les modèles peu de temps après le début de l'année modèle.
le Suburban 1500 de 2005 a remporté le prix J.D.Power and Associates pour la qualité initiale la plus élevée parmi les gros SUV, battant ses rivaux le Ford Expedition et le Toyota Sequoia.
Pour 2006, dernière année du Suburban GMT800, une finition spécial LTZ est devenu disponible, comprenant des roues de 20 pouces, une transmission intégrale et le moteur LQ4 de 6,0 L des pick-ups et SUV de la série 2500.
Les convertisseurs catalytiques ont été déplacés plus près du moteur. L'antenne de la radio XM et l'antenne OnStar ont été combinées en une seule unité.

### Moteurs
- V8 Vortec 5300 de 270 ch (2000), 285 ch (2001-2003), 295 ch (2004-2006) à 5 200 tr/min et 440 N m (2001-2003), 447 N m (2004-2006) de couple à 4 000 tr/min
- V8 Vortec 6000 de 335ch à 5 200 tr/min et 508 N m de couple à 4 000 tr/min
- V8 Vortec 8100 de 344ch (2001-2003), 325ch (2004-2006) à 4 200 tr/min et 617 N m (2001-2003), 606 N m (2004-2006) de couple à 3 200 tr/min
- V8 Vortec 5700 : utilisé sur les Suburban, Tahoe (nommé Sonora) ainsi que les pick-ups Silverado de 2000-2002 du marché mexicain

## Dixième génération (2007-2014)
Les Suburban et Yukon XL de l'année modèle 2007 ont été dévoilées au Salon de l'auto de Los Angeles 2006 en janvier. La production des Suburban et Yukon XL redessiné sur le châssis GMT900 a commencé à Janesville Assembly et Silao Assembly en janvier 2006 (Suburban) avril 2006 (Yukon XL), les véhicules arrivant chez les concessionnaires en avril. 
Les nouveaux modèles ont été repensés avec un style plus moderne et moins carré, déjà vu sur les Tahoe et Yukon précédemment sortis en 2007. L'extérieur présente une forme plus aérodynamique, en partie grâce à un angle de pare-brise fortement incliné. Le nouveau design est plus aérodynamique.
L'intérieur a un tableau de bord redessiné et des sièges améliorés. Il conserve toujours la disponibilité de sièges pour 9 passagers, disponible uniquement sur les modèles LS et SLE. Les modèles LT2 et LT3 ont des sièges en cuir et des sièges pour 6, 7 et 8 passagers disponibles. Une finition Z71 était disponible sur les modèles LT2 et LT3 qui comprend des sièges en cuir bicolore. Toutes les Suburban de construction mexicaine, y compris les modèles à 9 places, offrent les sièges en cuir bicolore spéciaux utilisés par le Z71. Le Suburban LTZ est livré en standard avec un lecteur DVD, une radio à navigation GPS améliorée à écran tactile.
Pour l'année modèle 2010, dans laquelle l'U.S.News & World Report l'a classé comme le grand SUV abordable numéro un, le Suburban a ajouté une finition intérieur haut de gamme qui comprend la climatisation à trois zones et des fonctionnalités pratiques comme le Bluetooth et des commandes audio arrière. De plus, les radios, qui sont standard dans toutes les versions de 2010, disposent d'un port USB, permettant de lire de la musique à partir d'appareils auxiliaires via la radio, ainsi que de charger d'autres petits appareils électroniques. L'alerte d'angle mort latérale devient une option sur les modèles LT et LTZ. Le moteur de 6,0 litres des modèles de 2010 sera également compatible avec du carburant flexible. Des modifications mineures à l'avant, notamment un pare-chocs avant légèrement relevé et des coussins gonflables latéraux pour le torse, ont également été standardisées pour 2010.
En février 2010, Chevrolet a dévoilé une édition 75e anniversaire pour le Suburban, qui aura la finition LTZ avec une peinture extérieure en diamant blanc et un intérieur en cachemire, avec roues standards chromées de 20 pouces, rails de toit révisés, radio de navigation intégrée, radio XM Satellite, connectivité téléphonique Bluetooth, caméra de vision arrière, aide au stationnement arrière, démarrage à distance, pédales réglables et selleries cuir avec sièges avant chauffants / rafraîchissants. Chevrolet indique que l'édition anniversaire sera limitée à 2 570 unités en raison de la quantité de peinture diamant blanc que GM peut se procurer.
Les moteurs de 5,3 L et 6,0 L ont été reconduits, et un nouveau V8 Vortec de 6,2 L de 403 chevaux (301 kW) a été ajouté pour le Yukon XL Denali[réf. nécessaire]. Le moteur de 8,1 L est arrêté.
Pour l'année modèle 2011, le Suburban ajoutera trois nouvelles couleurs extérieures à la gamme: Mocha Steel Metallic, Green Steel Metallic et Ice Blue Metallic. Les versions recevront également des modifications et des mises à jour, avec le système audio arrière, le Bluetooth, console au sol, espace de rangement et intérieur en grain de bois, rails pour porte-bagages, poignée de porte extérieure / coques de rétroviseurs couleur carrosserie et sièges avant baquets en tissu de qualité supérieure maintenant de série sur la version 1LS et crochets de remorquage chromés, boîte de transfert à deux vitesses et roues chromées de 20 pouces de série sur les modèles 1LS 4 roues motrices. De plus, la finition de remorquage comprendra le contrôleur de frein de remorque en standard sur toutes les versions.
Pour l'année modèle 2012, le contrôle du balancement de la remorque et l'aide au démarrage en côte deviennent de série sur toutes les versions, tandis que la finition LTZ ajoute un volant chauffant et une alerte d'angle mort latérale de série. De plus, les finitions LT1 / 2 pour le Suburban et les finitions SLE1 / 2 et SLT1 / 2 sur le Yukon XL ont été abandonnées, laissant le Suburban avec seulement les versions LS, LT et LTZ et le Yukon XL avec les versions SLE et SLT. En 2012, GMC célébré son 100e anniversaire en lançant une édition spéciale de son Yukon XL, offrant une finition Heritage Edition. Ce serait aussi la dernière année que les trois couleurs, Graystone Metallic, Gold Mist Metallic et Blue Topaz Metallic, serait offert, ainsi que les pneus toutes saisons P265 / 65R18 à flanc noir.
Pour l'année modèle 2013, deux nouvelles couleurs ont été proposées: Champagne Silver Metallic et Blue Ray Metallic (avec supplément). Autre nouveauté: freinage de qualité du groupe motopropulseur, mode normal. Le modèle de 2013 est arrivé dans les concessionnaires Chevrolet en juin 2012.
Pour l'année modèle 2014, les pédales à réglage électrique, le système de démarrage à distance du véhicule et l'aide au stationnement arrière ainsi que la caméra de vision arrière et le rétroviseur intérieur avec affichage de la caméra deviendront de série sur les versions LS du Suburban. En outre, Concord Metallic (qui était censé être disponible pour 2013) s'ajoutera à l'offre de couleurs du Suburban pour les modèles de 2014. Pour le Yukon XL, une finition pratique viendra désormais de série sur les modèles SLE, avec une nouvelle couleur, Deep Indigo Metallic. En février 2014, le Suburban est arrivé deuxième derrière le Tahoe parmi les grands SUV abordables les mieux classés par U.S News & World Report. Cela serait suivi de la reconnaissance par JD Power and Associates en tant que lauréat d'un prix dans la catégorie des grands SUV en juillet 2014.
La capacité de remorquage du modèle de trois quarts de tonne est de 4 400 kg, soit l'un des meilleurs de tous les SUV 4x4 et inégalé par tout autre SUV. Le modèle de trois quarts de tonne a également un poids nominal brut du véhicule de 7 300 kg.
Le Suburban 2500 était originaire de Silao, au Mexique, de 2007 à 2008, mais a été transféré à l'usine d'assemblage d'Arlington, au Texas, pour l'année modèle 2009, où la production de tous les SUV full-size de GM a été consolidée après la fermeture de l'usine de Janesville,.
GM a abandonné les versions 2500 de 3/4 de tonnes des modèles Suburban et Yukon XL après l'année modèle 2013,.
La conception de la dixième génération de Suburban a servi de base au Declasse Granger et à ses homologues chargés de l'application des lois, une gamme de SUV fictifs qui figurent dans la série de jeux vidéo Grand Theft Auto à partir de Grand Theft Auto V.

## Onzième génération (2015-2020)
Les Chevrolet Suburban, GMC Yukon XL et Yukon Denali XL de onzième génération ont été présentées au public le 12 septembre 2013 et GM a dévoilé les véhicules à différents endroits (The Suburban à New York, Yukon XL à Los Angeles) à cette date. Les deux véhicules sont basés sur la plateforme GMT K2XX et seront désignés par des numéros de série uniques, désignant la plateforme (K2), la marque (YC pour Chevrolet, YG pour GMC), la transmission (C pour 2 roues motrices; K pour 4 roues motrices), le tonnage (15 pour le demi-tonne, 25 pour le 3/4 de tonnes, 35 pour le 1 tonne), l'empattement (7 pour court, 9 pour long) et 06 pour SUV, ce qui signifie que le numéro de VIN K2YC-K-15-9-06 désigne un Chevrolet Suburban 1500 4RM. Le Suburban et le Yukon XL ont été mis en vente en février 2014 en tant que modèle de 2015, avec des véhicules construits exclusivement à Arlington, au Texas.

### Détails de production
Le Suburban et le Yukon XL nouvellement redessinés ont été présentés au public pour la première fois le 27 septembre 2013 à la State Fair of Texas,. Cette décision intervient dans la foulée du 80e anniversaire de la première production du Suburban en 1934.
Les conceptions et les concepts ont été créés par Chip Thole, directeur du design extérieur de GM (avant son transfert au studio de design Buick de GM en 2013), qui a déclaré à Truck Trend: "Je commence par ce que l'intuition me dit à propos du marché et je fais avancer l'équipe. Vous regardez les tendances dans l'industrie - la mode, la culture, ce que les gens achètent, ce qu'ils disent vouloir maintenant - et projetez cela dans le futur. La partie amusante consiste à mettre ces idées sur papier à partir de ça." Il a ensuite ajouté: "Nous voulions prendre ce qui était bon avec les véhicules d'aujourd'hui, les mettre en avant et les rendre nouveaux et différents avec cette étincelle de fraîcheur que les gens reconnaissent, sans les rendre fantaisistes ou exagérés." Thole a également mis au défi son équipe de conception d'aider à apporter des idées aux SUV, ce qui a conduit aux phares séparés et à une sensation plus graphique pour le design du Suburban, tandis qu'un look plus industriel mais sculpté a été ajouté au Yukon XL pour lui donner une identité unique et propre.
Les Suburban et Tahoe de production ont commencé en décembre 2013 avec les premiers SUV terminés utilisés à des fins de test. GM a ensuite officiellement commencé à expédier les véhicules aux concessionnaires le 5 février 2014. On estime qu'il faut 8 à 10 semaines pour assembler les SUV, sauf pour les mises à niveau sur les niveaux de finitions et la planification de la destination.
Chevrolet a présenté les conceptions, les choix et les caractéristiques de construction des modèles de 2015 sur son site Web en janvier 2014 avec un prix fixe commençant à 47 000 $ (2 roues motrices), 50 000 $ (4 roues motrices) pour la version LS, 52 000 $ (2 roues motrices), 55 000 $ (4 roues motrices) pour la version LT et à 61 000 $ (2 roues motrices), 65 000 $ (4 roues motrices) pour la version LTZ,,. Les prix des Yukon XL de GMC sont fixés à environ 49 000 $ (2 roues motrices), 52 000 $ (4 roues motrices) pour le SLE, 57 000 $ (2 roues motrices), 60 000 $ (4 roues motrices) pour le SLT et 65 000 $ (2 roues motrices) à 68 000 $ (4 roues motrices) pour les versions Denali.

### Caractéristiques
Les carénages avant du Chevrolet Suburban et du GMC Yukon XL sont distincts, mais à partir de la base arrière des montants A, ils partagent la plupart des mêmes repères de style. Cela inclut désormais les portes incrustées qui se replient dans les seuils de porte, au lieu de les recouvrir, améliorant ainsi l'aérodynamisme, l'économie de carburant et réduisant le bruit intérieur. Le capot et les panneaux de hayon sont en aluminium afin de réduire le poids du véhicule, et les balais d'essuie-glace qui se trouvaient sur la porte du hayon ont été déplacés vers le becquet arrière situé en haut de la vitre du hayon arrière. On remarque également la longueur du SUV, qui s'étend de 5 649 à 5 700 mm (la longueur du Yukon XL est plus courte à 5 697 mm) et sa largeur de 2 009 à 2 045 mm, tandis que la hauteur diminue de 1 951 à 1 890 mm, permettant ainsi au véhicule de devenir légèrement plus mince, un peu plus large, plus profilé et plus spacieux.
Un groupe motopropulseur V8 EcoTec3 à injection directe plus efficace (5,3 pour le Suburban, 6,2 pour le Yukon XL / Yukon Denali XL) couplé à une aérodynamique améliorée, a aidé les SUV à offrir une plus grande économie de carburant sur route et à améliorer ses estimations de consommation de carburant à 14,7 L aux 100 km (en ville) / 10,2 L aux 100 km (sur autoroute) / 13 L (combiné) pour les 2 roues motrices, et 15,7 L aux 100 km (en ville) / 10,7 L aux 100 km (sur autoroute) / 13 L (combiné) pour les 4 roues motrices. L'économie de carburant accrue a également placé le Suburban / Yukon XL à la première place parmi les gros SUV dont les chiffres de cote de consommation de carburant sont les plus efficaces pour ce segment. Cependant, lorsque Motor Trend (qui a placé un Suburban de 2015 sur la couverture de son numéro de juin 2014) a effectué un examen routier sur les SUV, il a estimé que la consommation du Suburban LTZ 4 roues motrices était légèrement meilleure (en litres aux 100 km) aux alentours de 15,5 en ville et 10,5 sur autoroute, tandis que le Yukon Denali XL à 4 roues motrices, dont l'économie de carburant (en litres aux 100 km) est évaluée à 16,8 en ville, 11,8 sur autoroute, a été estimé inférieur à 19,0 en ville et 12,2 sur autoroute.
Comme la version de 2007-2014, les Suburban et Yukon XL ne partagent pas une seule pièce de tôlerie ou élément d'éclairage avec les pick-ups full-size de leurs marques (GMC Sierra et Chevrolet Silverado), et les calandres avant des deux véhicules sont légèrement modifiées pour leur donner une identité propre. Les phares avant sont dotés de projecteurs à faisceau qui flanquent la calandre à double port emblématique de Chevrolet - chromée sur tous les modèles, glissant vers les ailes avant, tandis que les versions Tahoe et Suburban LTZ et Yukon et Yukon XL Denali sont dotées de phares à décharge à haute intensité et de feux diurnes à diodes électroluminescentes. Le Yukon et le Yukon XL comportent également des phares halogènes à projecteur de faisceau sur toutes les versions SLE et SLT. Les caractéristiques de sécurité améliorées comprenaient une détection radar à 360 degrés pour éviter les collisions et la protection des occupants et un système antivol de haute technologie qui comprend désormais des capteurs verticaux et intérieurs, une alarme de déclenchement et un dispositif d'arrêt qui empêche le véhicule de bouger. Ce dernier devrait résoudre les problèmes liés aux vols constants de véhicules, en particulier les sièges amovibles de la génération précédente et des objets laissés dans l'espace de chargement, qui est devenu une cible pour les carjackers qui considèrent les sièges de la troisième rangée comme précieux sur le marché noir. Selon Bill Biondo, responsable de la sécurité globale des véhicules de General Motors, "Nous avons conçu une approche en couches pour la sécurité des véhicules", ajoutant qu'"Avec les nouvelles fonctionnalités standard et la finition de protection contre le vol disponible, nous faisons des véhicules des cibles moins attrayantes pour les voleurs et plus sûrs pour nos clients".
Autre nouveauté: l'ajout de sièges rabattables à plat aux deuxième et troisième rangées (remplaçant les troisièmes sièges amovibles susmentionnés), qui est désormais une fonction standard mais peut être équipé d'une fonction de rabattement électrique en option pour les versions améliorées, et de 2 cm d'espace pour les jambes pour les passagers de la deuxième rangée. La radio HD est devenue une fonction standard sur toutes les versions. Plusieurs ports USB et prises de courant sont désormais répartis dans les intérieurs, y compris une prise à trois broches de 110 volts sur les Suburban et Yukon XL, le Suburban ajoutant une radio à écran tactile couleur de 20 cm en option avec une connectivité MyLink de nouvelle génération ainsi qu'un système de divertissement arrière disponible avec deux écrans et un lecteur DVD Blu-ray, tandis que le Yukon XL ajoute une radio à écran tactile couleur de 20 cm de diagonale en standard avec connectivité IntelliLink amélioré et la navigation disponible. Un système d'accès WiFi 4G LTE, avec Siri Eyes Free et des alertes de message texte a été inclus dans tous les véhicules équipés de l'appareil OnStar vers le deuxième trimestre de 2014,.
L'intérieur du Yukon XL a plus de fonctionnalités supplémentaires, notamment des sièges rembourrés de mousse, un système audio Bose standard et des emplacements pour carte SD et du verre feuilleté pour le pare-brise et les vitres avant, réduisant ainsi le bruit intérieur. Le Yukon Denali XL est équipé d'une technologie active de réduction du bruit, avec une suspension magnétique à contrôle de conduite de troisième génération de GM de série, qui est uniquement présente sur les modèles LTZ du Suburban, dont les fonctionnalités améliorées comprennent également un système d'amortissement en temps réel qui offre un contrôle plus précis des mouvements de la carrosserie en «lisant» la route toutes les millisecondes et en modifiant l'amortissement en seulement cinq millisecondes.
Le Suburban aura huit choix de palettes de couleurs pour l'année modèle 2015: Champagne Silver Metallic, Silver Ice Metallic, White Diamond Tricoat, Sable Metallic, Crystal Red Tricoat, Summit White, Tungsten Metallic et Black. Les palettes du GMC Yukon XL seront disponibles en neuf couleurs: Onyx Black, Summit White, Quicksilver Metallic, Champagne Silver Metallic, Iridium Metallic, Bronze Alloy Metallic, Crystal Red Tintcoat, White Diamond Tricoat et Midnight Amethyst Metallic. Les trois derniers seront les finitions de couleur les plus chères.

#### Finitions
Pour le Chevrolet Suburban
- Suburban LS
  - Nouveau moteur V8 EcoTec3 de 5,3 L à injection directe
  - Peut accueillir huit personnes ou accueillir jusqu'à neuf personnes (en option sur LS uniquement)
  - Sièges rabattables à plat aux deuxième et troisième rangées
  - Climatisation automatique à trois zones
  - Airbag central avant
  - Caméra de vision arrière
  - Aide au stationnement arrière
  - Système de démarrage à distance du véhicule
  - Feux de croisement à projecteur halogène avec filaments DRL (contrôlés par un capteur de lumière du jour, les feux de croisement halogènes ont été remplacés par des feux de jour à LED sur tous les niveaux de finition à partir de l'année-modèle 2018)
- Suburban LT
  - Garniture en cuir
  - Sièges avant baquets chauffants avec mémoire
  - Hayon électrique à hauteur programmable
  - Avertissement de sortie de voie
  - Alerte de collision avant
  - MyLink de Chevrolet
  - Système audio premium Bose
  - Chargement sans fil
  - Disponible avec toit ouvrant
  - Sièges arrière chauffants disponible
  - Système de divertissement aux places arrière (en option sur LT et Premier uniquement)
  - Jusqu'à huit places
- Suburban LTZ (Renommé Premier pour l'année modèle 2017)
  - Projecteur de phares à décharge à haute intensité
  - Feux de jour à LED (contrôlés par un capteur de lumière du jour) (de série sur tous les niveaux de finition des Chevrolet Tahoe et Suburban de 2018)
  - Entrée passive avec démarrage par bouton-poussoir (en option sur LT)
  - Aide au stationnement avant
  - Contrôle magnétique du trajet
  - Sièges avant chauffants et refroidissants à réglage électrique en 12 directions
  - Colonne de direction télescopique et inclinable électriquement
  - Sièges de deuxième rangée et de troisième rangée à réglage électrique et rabattables électriquement (en option sur LT)
  - Alerte d'angle mort latérale avec alerte de circulation transversale arrière
  - Assistance au changement de voie (en option sur LT)
  - Hayon mains libres (de série au milieu de l'année 2015, en option sur LT)
  - Sièges pour huit ou sept places

### Mise à jour de mi-année 2015
Le Suburban a reçu une nouvelle palette de couleurs, Brownstone Metallic, et ajouté une fonction de hayon électrique mains libres de série sur le LTZ, mais inclus en option sur le LT avec la finition Luxury. Les fonctionnalités supplémentaires Wifi 4G LTE et Siri sont devenues de série sur les versions LT et LTZ, tandis que la fonction MyLink avec navigation est passée de facultative à standard sur la version LTZ. La fonctionnalité E85 est supprimée des commandes au détail.
Le Yukon XL, en plus de recevoir les caractéristiques susmentionnées, voit le moteur V8 EcoTec3 de 6,2 litres mis à jour avec une nouvelle transmission automatique à huit rapports 8L90E pour l'année modèle intermédiaire, ce qui lui permet d'améliorer l'économie de carburant. Le Yukon XL Denali a cependant vu son prix de base augmenter de 1300 $ en partie en raison des fonctionnalités chargées.
Tous les SUV full-size de GM ont reçu une antenne Shark Fin peinte de couleur carrosserie dans le cadre du rafraîchissement de mi-année 2015.

### 2016
Pour l'année modèle 2016 (qui a commencé à être commercialisée en juillet 2015), le Chevrolet Suburban a bénéficié de modifications et de nouvelles fonctionnalités améliorées, notamment des pédales à réglage électrique, une alerte de collision avant, des phares IntelliBeam, une assistance au maintien de trajectoire et un siège d'alerte de sécurité dans le cadre de la finition d'alerte du conducteur amélioré nouvellement introduit et en option sur la version LS. La console intérieure au plancher avec zone de stockage et lecteur de carte SD a été retirée, tandis qu'un nouveau système audio AM/FM avec Sirius XM, radio HD et capacités CD / MP3 intégré a été introduit en tant que fonctionnalité standard sur toutes les versions; la fonction MyLink de 20 cm a été étendue à la version LS et est devenue standard (en remplacement de l'écran de 10 cm), bien que la fonction de navigation reste en option sur la version LT et de série sur la version LTZ. Un nouveau bouclier de hayon a été ajouté à la finition Theft Protection, ainsi qu'une nouvelle aide au maintien de voie qui remplace l'avertissement de sortie de voie. Les trous pour le remplissage de carburant était maintenant sans bouchon sur toutes les versions. Siren Red Tintcoat et Iridescent Pearl Tricoat sont devenus les nouvelles finitions de couleur, remplaçant Crystal Red Tintcoat and White Diamond Tricoat. Le combiné d'instruments a été reconfiguré avec une nouvelle amélioration multicolore et un affichage tête haute a été introduit en standard, uniquement sur la version LTZ,. Les modèles de 2016 ont également connu une hausse des prix.
Le GMC Yukon XL de 2016 voit également des changements similaires, avec la nouvelle finition d'alerte du conducteur amélioré disponible en tant qu'option sur la version SLE, un hayon électrique et mains libres maintenant en options sur les versions SLT, une fonction de libre circulation a remplacé la finition Premium, l'aide au maintien de voie a été ajoutée à toutes les versions et deux nouvelles couleurs haut de gamme (Crimson Red Tintcoat et White Frost Tricoat) remplaçant Crystal Red Tintcoat et White Diamond Tricoat respectivement,.
Chevrolet a ajouté les fonctionnalités Apple CarPlay et Android Auto Capability au Suburban à partir des modèles de 2016. Cependant, une seule de ces marques de téléphones peut être utilisée à la fois, tandis que l'option Android Auto ne sera disponible que sur les versions LT et LTZ dotées d'écrans de 20 cm.
GM a étendu des nouvelles fonctionnalités 4G LTE (comme la détection des pannes de batterie et la surveillance des remises d'assurance en fonction des performances du conducteur) aux véhicules de l'année modèle 2016, y compris le Suburban, que GM cite comme étant le véhicule le plus utilisé parmi les abonnés aux données.

### 2017
Le Chevrolet Suburban de l'année modèle 2017 a subi des modifications d'améliorations après sa mise en vente en août 2016. Les versions LS et LT sont conservées mais le niveau LTZ est renommé Premier, ce dernier servant d'équivalent au Yukon XL Denali. Les finitions LS ont également vu le lettrage du badge «LS» enlevé. Les nouvelles fonctionnalités incluent deux nouvelles couleurs (Blue Velvet Metallic et Pepperdust Metallic), deux nouvelles options de roues de 22 pouces (roues Silver à 7 branches avec inserts Chrome pour toutes les versions; roues en aluminium usiné Bright Silver avec finition argent brillant pour finition Premier uniquement), rails de toit noires pour porte-bagages (dans le cadre de la finition Texas Edition et la finition All-Season), volets aérodynamiques actifs à l'avant (sur toutes les versions) et sièges chauffants et ventilés (finition Premier uniquement). Le système MyLink a été mis à jour pour intégrer le Teen Driver, l'App Shop, personnalisation pour le rappel de siège arrière et le freinage automatique avant à basse vitesse (dans le cadre de la finition Enhanced Driver Alert sur la version LS, mais de série sur les versions LT et Premier). Le système de divertissement arrière a été remanié pour inclure une nouvelle fonction de vidéo avec voix off pour les malvoyants et les malentendants, un connecteur HDMI / MHL, des écouteurs numériques, la technologie DLNA (Digital Living Network Alliance) intégrée au système Wi-Fi et un 2e port USB avec capacité de charge jusqu'à 2,1 ampères à l'arrière de la console,.
Le Yukon XL de l'année modèle 2017 a également subi des changements similaires, mais à quelques exceptions près. Deux nouvelles couleurs, Dark Blue Sapphire Metallic et Mineral Metallic, ont été introduites, cette dernière exclusive au Denali, qui a également ajouté de nouvelles roues en aluminium ultra brillant de 22 pouces avec de la peinture premium argent minuit et un affichage tête haute à ses caractéristiques. Les rétroéclairages intérieurs sont passés du rouge au bleu. Les sièges conducteur et passager avant chauffants et ventilés sont désormais de série sur les versions SLT et Denali,.

### 2018
L'année modèle 2018 du Suburban a eu quelques mises à niveau et suppressions. Les feux de jour à LED sont devenus standard sur toutes les versions, avec une nouvelle couleur, brun havane et acier satiné métallisé. L'intérieur en cacao / acajou qui été combiné avec l'extérieur métallique en poudre de poivre a été abandonné avec la charge de téléphone sans fil / inductive qui faisait partie des finitions Luxury et Texas Edition des versions LT. La version des flotte / commercial, qui avait moins de fonctionnalités, est mise à niveau pour inclure MyLink, la radio HD, le centre d'information du conducteur multicolore, les feux de jour à LED et une finition d'alerte du conducteur en option.
Le Yukon Denali XL de 2018 a reçu une nouvelle calandre avec la même apparence que ceux des modèles Acadia et Terrain de 2018 redessinées, avec des phares à décharge à haute intensité et des feux de jour à LED. La conception rafraîchie offre un meilleur flux d'air vers le radiateur, et lorsque moins d'air de refroidissement est nécessaire, les volets derrière la grille se ferment pour améliorer l'aérodynamique et augmenter l'efficacité. L'intérieur comporte une nouvelle garniture en bois de frêne qui, selon GMC, donne à la cabine un aspect plus riche. Une nouvelle transmission automatique à 10 vitesses a été couplée à un moteur V8 de 6,2 litres de 420 chevaux, remplaçant la transmission à 8 vitesses

### 2019
Le Suburban de 2019 aura les deux couleurs Havana Metallic and Tungsten Metallic supprimé au profit de la nouvelle couleur extérieure Shadow Gray Metallic, tandis que la version haut de gamme Premier affichera désormais le nom sur le hayon. La finition LS continue de faire de la radio HD une fonction standard, mais peut être supprimée si les clients optent pour la fonction OnStar.
Le GMC Yukon XL de l'année de modèle 2019 ajoute trois nouvelles couleurs extérieures, Dark Sky Metallic, Pepperdust Metallic et Smokey Quartz Metallic, tout en supprimant deux autres, Mineral Metallic et Iridium Metallic. GMC présente également deux nouvelles finitions, Graphite Edition et Graphite Performance Edition, qui seront disponibles sur la version SLT uniquement

### 2020
Le Chevrolet Suburban de 2020 n'aura pas la finition LT Signature ni la finition LS All-Season, ainsi que la couleur Pepperdust Metallic, tandis que le GMC Yukon XL de 2020 a remplacé sa couleur Pepperdust Metallic avec Carbon Black Metallic et n'a apporté aucune modification supplémentaire.

## Douzième génération (2021-aujourd'hui)
Le 10 décembre 2019, Chevrolet a présenté un Suburban de douzième génération au Little Caesars Arena de Détroit, au Michigan. Cette fois-ci, GM a choisi de présenter les SUV full-size Chevrolet en premier. Le GMC Yukon XL a été présenté plus tard le 14 janvier 2020. Bien que le Cadillac Escalade full-size de cinquième génération ait fait ses débuts le 4 février 2020, son frère à longueur prolongée Escalade ESV sera le dernier SUV full-size de GM à être présenté, qui aura lieu à un autre endroit à la mi-printemps 2020 en raison de la pandémie de coronavirus qui a repoussé le Salon international de l'auto de New York à août 2020,. La production pourrait être repoussée de début à fin avril en raison de la pandémie croissante.

### Suburban de 2021-aujourd'hui
Basé sur la même plate-forme GMT T1XX que le Silverado 1500, le Suburban s'est distingué en échangeant l'essieu dynamique et les ressorts à lames de ce pick-up pour une configuration de suspension arrière multibras indépendante avec ressorts hélicoïdaux, abaissant ainsi le plancher du véhicule et créant plus d'espace dans les deux espaces de chargement et sièges des deuxième et troisième rangées. Le Suburban a étendu sa longueur à 5 733 mm et l'empattement à 3 406 mm tout en étant rabaissée de 381 mm de plus en raison de l'empattement arrière reculant de 127 mm, ce qui en fait le SUV le plus grand et le plus long du segment des SUV à longueur étendue. Il gagne 57 dm3 d'espace de chargement derrière la troisième rangée et 6 cm d'espace pour les jambes à la troisième rangée.
Les versions continueront de présenter les niveaux principaux, de base, LS, LT et Premier, avec les Z71 et RST exclusifs aux 4 roues motrices passant de finition à version premium, ainsi que la version High Country nouvellement ajouté, ce dernier étant le haut de gamme.
Des quadruples sorties d'échappement sont ajoutées au véhicule, ce qui lui donne un aspect plus unique, bien que cette fonctionnalité ne soit standard que sur les versions Premier et High Country. Cette fonctionnalité ne sera pas offerte sur les versions LS, LT, Z71 et RST en raison de leur configuration en tant que versions de base, tout-terrain et centrées pour la rue, respectivement, ni sur toutes les versions avec une option Duramax.
Bien qu'il ait conservé un look carré, il a ajouté un design plus sinueux avec ce changement et a adopté le même langage de conception Chevrolet avec la calandre avant et un éclairage LED sinistre qui est également utilisé sur le Silverado, à l'exception du Z71 à calandre noir (sans le pare-chocs) et du RST. Le hayon est plus à l'avant et au centre, avec le nom de signature "Suburban" étiré à travers. Le hayon est plus à l'avant et au centre, avec la signature "Suburban" qui s'étend dessus.[pas clair] Une combinaison de tôle et d'aluminium a été utilisée pour assurer un véhicule plus léger.
Le tableau de bord et le système de divertissement ont été étoffés, s'éloignant du design traditionnel. Les nouvelles fonctionnalités mises à jour comprennent un écran tactile de 26 cm qui est désormais standard sur toutes les versions, et une paire d'écrans arrière LCD de 32 cm qui peuvent lire des films et proposer du contenu à partir des smartphones des passagers, et peuvent lire différents programmes sur les deux écrans. Une nouvelle colonne de changement de vitesse à bouton-poussoir (P, R, N, D) est placée sur le tableau de bord, neuf écrans de caméra pour des capacités de remorquage améliorées et un total de 30 dispositifs de sécurité supplémentaires ont été mis en œuvre dans tout le Suburban. Une suspension adaptative Air Ride est de série sur les versions supérieures, tout comme un écran conducteur de 20 cm. Une autre nouvelle fonctionnalité, une console électrique coulissante, sera disponible plus tard à la fin de l'été ou à l'automne 2020. Le Suburban High Country aura également une option de finition de luxe avec des fonctionnalités avancées qui seront exclusives uniquement à cette version.
Le Suburban comportera également un moteur diesel Duramax en option (disponible sur toutes les versions et toutes les finitions à l'exception du Z71) pour la première fois, et jusqu'à présent le seul modèle en dehors de ses concurrents à avoir cette option; un moteur six cylindres en ligne de 3,0 L produit 277 chevaux. GM n'a pas l'intention d'offrir ce modèle dans une version de la série 2500 ou 3500. Dans l'attente de tout changement pouvant entraîner un retard en raison de la pandémie mondiale de coronavirus de 2020 qui a ralenti la production, le Suburban de douzième génération devrait arriver chez les concessionnaires fin 2020 en tant que modèle de 2021,.
Bien qu'il soit prévu de le rendre disponible dans les régions à conduite à gauche, GM a prévu d'introduire le Suburban dans les pays à conduite à droite. L'Australie et la Nouvelle-Zélande sont parmi les principaux pays qui devraient être inclus mais qui ont été temporairement éloignés des plans, citant le mandat bref et infructueux d'Holden pour commercialiser le Suburban de 1998 à 2001, et la décision de GM de retirer le nom d'Holden en 2021. Dans le cadre d'un accord avec l'exportateur Holden Special Vehicles, le Suburban portera le badge Chevrolet dans le cadre de la sous-marque «General Motors Specialty Vehicles», avec HSV convertissant le véhicule en conduite à droite,,,.

### Yukon XL de 2021-aujourd'hui
GMC a dévoilé sa douzième génération de Yukon XL à Vail, au Colorado, le 14 janvier 2020, aux côtés de son petit frère Yukon. Comme le Suburban, le Yukon XL comportera également une suspension arrière indépendante, un moteur six cylindres en ligne turbodiesel de 3,0 litres et une option de suspension haut de gamme comprenant des ressorts pneumatiques et des amortisseurs magnétiques, un V8 de 5,3 litres standard, un V8 de 6,2 litres de 420 chevaux en option et une transmission automatique à 10 vitesses de série dans toute la gamme. Il gagne également 104 mm d'empattement mais seulement 23 mm de longueur totale, ce qui le rend encore inférieur à la longueur du Suburban. Le tableau de bord aura deux versions, un similaire au Suburban, tandis qu'un autre avec un écran de divertissement plus grand sera exclusive au Denali. Le design du Yukon XL suit le langage de conception de GMC, avec la calandre avant imitant le Sierra mais le hayon imitant la gamme de SUV multisegment de GMC avec les lumières étendues aux portes du hayon.
La gamme de niveau de finitions s'est également élargie, avec les SLE, SLT et Denali désormais rejoints par l'AT4 exclusif aux 4 roues motrices, ce dernier étant livré en standard avec amortisseurs adaptatifs électroniques Magnetic Ride Control, sièges en cuir et couture exclusifs AT4 et avec une couleur intérieure unique Jet Black et des accents Brandy, un volant chauffant, sièges avant chauffants et ventilés, sièges d'extrémités chauffants à la deuxième rangée, une boîte de transfert à deux vitesses, pneus tout terrain Goodyear de 20 pouces, système de sélection de traction avec mode hors route, contrôle de descente de colline et plaques de protection.
Le Yukon XL de douzième génération devait arriver chez les concessionnaires à l'été 2020 en tant que modèle de 2021, mais en raison de la pandémie, est retardé jusqu'à nouvel ordre,. Le Yukon XL sera également offert pour la première fois au Mexique (GMC avait seulement offert le Yukon dans ce pays parce que GM ne voulait pas que le Yukon XL soit cannibalisé en termes de ventes avec le Suburban, qui est également le SUV le plus vendu de ce pays), où il ne sera disponible que dans la version Denali.

## Signature Edition
À partir de l'année modèle 2018, Chevrolet a offert une finition «Signature Edition» pour le Suburban. Chacune des versions spéciales était disponible aux versions LT et Premier. Le Z71 et le RST sont devenues les versions de quatrième et cinquième niveaux à partir de la douzième génération de Suburban pour l'année modèle 2021, tandis que le reste continue en tant que caractéristiques de finition.

### Z71 et Texas Edition
Le 26 septembre 2014, Chevrolet a présenté le Suburban Z71 mise à jour à la foire de l'État du Texas, ainsi que les débuts du Suburban Texas Edition, ce dernier étant due au fait que le Texas possède le plus grand nombre d'unités de Suburban vendues aux États-Unis (en août 2014, les ventes des SUV Chevrolet au Texas ont augmenté de 37%) et pour célébrer le 60e anniversaire de l'usine d'assemblage de GM à Arlington; la production du Suburban Z71 a commencé en octobre 2014.
Comme avec les Suburban Z71 précédents, cette version a continué d'être proposée dans la version LT 4 roues motrices uniquement, avec une plaque de protection avant, pneus tout-terrain montés sur des roues de 18 pouces, une calandre unique, marchepieds et identification "Z71" à l'intérieur et à l'extérieur. Les phares antibrouillard, les crochets de remorquage avant et l'aide au stationnement avant sont également inclus. La finition Z71 de 2016 a été modifié à nouveau, certaines parties des éléments du Z71 qui été ajoutés à la finition Texas Edition en tant que fonctionnalité facultative à la demande des clients ont été abandonnées, ce qui en fait une finition autonome. La finition Z71 a été mis à niveau vers une version à partir des modèles de la douzième génération.
Le Suburban Texas Edition, qui fait partie de la gamme Texas Edition avec les Tahoe et Silverado, était disponible en versions LT et LTZ pour l'année modèle 2015, avec un ensemble de remorquage maximum, roues de vingt pouces en aluminium poli (sur les modèles LT), roues de vingt-deux pouces en aluminium peint de qualité supérieure (sur les modèles LTZ) et un badge exclusif "Texas Edition". Pour l'année modèle 2016, Chevrolet a abandonné la finition LTZ mais l'a modifié pour la finition LT sans les fonctionnalités Z71 demandées. Le Suburban de douzième génération continuera à offrir le Texas Edition pour les versions LT et Premier uniquement lorsqu'il est combiné avec les finitions Luxury, LT Signature et Premium.

### LT Signature Edition
Le Suburban LT Signature Edition, introduit dans l'année-modèle 2018, était une version en option, similaire au finition de luxe mais avec des caractéristiques moins chères, disponible uniquement dans la version LT. Cette option a été abandonnée après l'année modèle 2019, mais sera proposée pour l'année modèle 2021.

### Midnight Edition
Un Suburban Midnight Edition, une finition optionnelle toute noire disponible en versions LT et Z71 4 roues motrices, a été introduite pour l'année modèle 2017. Cette version est devenue une partie de la finition Suburban Signature Edition pour l'année modèle 2018 jusqu'à l'année modèle 2020.

### Premier Plus
Le 13 août 2018, Chevrolet a présenté une version plus améliorée de la version haut de gamme Suburban Premier, présentée comme Premier Plus, dotée d'un moteur de 6,2 L, les logos classiques en or, insigne de plaque signalétique en chrome et de nouvelles roues polies de 22 pouces. L'intérieur est unique à ces modèles, avec sièges avant en cuir chauffant / ventilé Black-and-Mahogany, bordure de garniture Jet Black, un affichage tête haute et un groupe d'instrumentation de 20 cm. L'extérieur est doté de traverses standard, marchepieds en chrome et embouts d'échappement chromés. Cette fonctionnalité a été supprimée avec l'année modèle 2020.

### RST Edition
Chevrolet a ajouté une nouvelle finition au Suburban de l'année modèle 2018 avec l'introduction du Suburban RST (Rally Sport Truck) sur le thème de la rue. Initialement au moment de l'annonce, il était censé être disponible en option pour les versions LT et Premier en tant que finition de performances comprenant un moteur V8 de 6,2 L de 420 chevaux, un contrôle magnétique du trajet avec étalonnage des performances et une toute nouvelle transmission automatique Hydra-Matic 10L80 à 10 rapports. Le communiqué de presse a également détaillé des fonctionnalités supplémentaires; Les éléments chromés sont absents car des grilles de couleur carrosserie entourent la porte et les poignées, avec une calandre et des coques de rétroviseurs supplémentaires, des rails de toit, des garnitures de fenêtres et des logos Chevrolet noir brillant, des roues exclusives de 22 pouces enveloppées de pneus Bridgestone P285 / 45R 22, un système d'échappement performant Borla et étriers massifs rouges avant Brembo à six pistons fixes en aluminium avec plaquettes de frein se fixant sur des rotors Duralife de 410 mm × 32 mm plus grands, associés à une augmentation de 84% de la surface des plaquettes de frein et à une augmentation de 42% de la surface du rotor pour augmenter la capacité thermique du système.
Cependant, après le communiqué de presse, Chevrolet a confirmé que le Suburban RST ne serait disponible qu'en tant que finition d'apparence, car le moteur de 6,2 L ne serait pas utilisé pour l'année modèle 2018. Mais le 4 mai 2018, Chevrolet a étendu la finition RST au Suburban, en option pour l'année modèle 2019, qui comprendra désormais la transmission automatique à 10 vitesses et le moteur de 6,2 L, renversant une décision prise par GM selon laquelle elle serait exclusive au frères GMC du Suburban le Yukon XL ainsi qu'au Cadillac Escalade ESV. La finition a été mise en vente en juillet 2018. L'option de finition RST est devenue une version avec la douzième génération de Suburban pour l'année modèle 2021.

## Suburban 2500HD et 3500HD
Un Suburban 2500HD est devenu disponible en 2015 en tant que modèle de 2016. Cependant, cette version, identifiée comme un véhicule de classe 3 (environ 4 500 à 6 350 kg de poids nominal brut du véhicule), est uniquement disponible à la vente aux sociétés de location et aux entités de flotte commerciale en tant que véhicule 4 roues motrices et utilisera le même design que la version de onzième génération, mais utilise un moteur complètement différent. Le Suburban 2500HD n'est offert qu'en versions LS et LT, réservant la version LTZ à une offre plus luxueuse (comme les services de limousine ou de taxi). Il n'y a pas de 2 roues motrices ou de niveau de finition. De plus, il n'est pas prévu d'offrir un GMC Yukon XL de 3/4 de tonne, car GM rend le design exclusif à Chevrolet pour le moment,.
Un «Suburban 3500HD» d'une tonne, qui serait un SUV unique à GM, a été introduit pour l'année modèle 2016. Celui-ci est exclusif au gouvernement et est disponible en versions LS et LT 4x4 uniquement, pesant environ 5 000 kg de poids nominal brut du véhicule, roues de 17 pouces en aluminium usiné (8 branches), un filtre à air haute capacité, alternateur de 220 ampères, refroidisseur d'huile moteur externe et refroidisseur de transmission auxiliaire. Bien que le véhicule ait un poids nominal brut du véhicule élevé, il est configuré pour fournir une capacité de remorquage minimale et est principalement destiné à la conversion en véhicule blindé. Cette version n'inclut pas la radio HD, ni d'équivalent GMC Yukon XL, ce qui rend cette version exclusive à Chevrolet également.
L'année modèle 2020 serait la dernière année pour ces deux fonctionnalités, car GM a décidé de ne pas les reporter sur les modèles de douzième génération pour le moment.

## Modifications supplémentaires

### Mises à jour
Il n'y avait pas de variante diesel des SUV full-size pour les versions de l'année modèle 2015-2020. GM a offert une autre finition ou version hors route pour le Suburban et le Yukon XL à partir de la onzième génération. Avec la relance de la finition Z71 dans le Suburban pour les modèles de 2015-2020, GM a rempli des documents pour déposée la marque Trail Boss pour l'utiliser sur des futurs modèles de pick-ups et SUV Chevrolet, bien qu'ils n'aient jamais été utilisés pour les versions Suburban.
La sécurité et l'économie de carburant été les raisons pour lesquelles GMC n'a plus offert de traction intégrale dans le Yukon Denali XL après l'année modèle 2014, et il n'y a pas de commandes de volume ou d'appareils dans la zone des sièges arrière pour faire fonctionner le système DVD.

### Versions concept
Le 4 novembre 2013, Chevrolet a dévoilé un concept pour le Suburban appelé Half-Pipe, dont les caractéristiques comprennent des barres de toit et des barres transversales pour monter des skis, au SEMA Show. Par la suite, Chevrolet a rendu ses pièces disponibles à la commande chez Chevrolet Accessoires.
Au SEMA Show 2017, un concept Suburban 4x4 hors route inspiré du chanteur country (et porte-parole de Chevrolet) Luke Bryan, basé sur sa chanson de 2016 «Huntin', Fishin' and Lovin' Every Day», a été présenté, orné de couleur extérieure personnalisée Hunter Bronze avec des accents Dark Carbon et des graphiques camouflage, un support d'éclairage monté sur le toit et un carénage inférieur personnalisé, un hayon repensé pour pivoter vers l'extérieur plutôt que vers le haut et intègre un support de pneu de secours personnalisé, roues de 22 pouces avec pneus de 35 pouces de hauteur, porte-équipement monté sur le toit avec un porte-canne à pêche, un design intérieur composé de Black et Two-Tone Olive avec Argon Orange, sièges uniques avec tuyauterie Argon et motifs perforés à motif camouflage Platinum et des badges «Huntin’, Fishin’ and Lovin’ Every Day» (désignés par des symboles au lieu des mots) affichés à l’extérieur et à l’intérieur. Les vitres arrière sont retirées. Le concept a été inspiré par Bryan lui-même et a collaboré avec Chevrolet sur ce projet car il est propriétaire d'un Suburban: «Chevrolet fait partie de notre famille et fait partie de notre vie professionnelle à la ferme depuis aussi longtemps que je me souvienne» dit Bryan. «Si vous étiez un Bryan, vous conduisiez une Chevrolet - et je suis un propriétaire de longue date d'un Suburban. Ce partenariat me convient naturellement et ce Suburban unique représente tout ce que ma famille et moi voulons pour nos aventures en plein air»,.

### Options du marché secondaire
En 2014, Callaway Cars a offert une finition suralimentée et amélioré du Suburban pour un montant supplémentaire de 17 000.
En 2015, Corsa Performance a ajouté une finition de système d'échappement cat-back pour les clients cherchant à mettre à niveau leur Suburban ou Yukon XL K2XX, ce qui donnerait aux versions 5,3 L une augmentation de 669% du débit et aux versions 6,2 L une augmentation de 342%.
En 2018, Freedom Mobility s'est associée à GM pour équiper leurs pick-ups et SUV de fonctionnalités qui les rendront accessibles aux conducteurs ou passagers handicapés et malvoyants ou malentendants. Le Suburban fait partie des véhicules sélectionnés qui seront disponibles avec cette option.

## Accueil

### Critiques
Les nouvelles du Suburban et du Yukon XL (version 2015-2020) redessinés ont jusqu'à présent été accueillies par des critiques positives de la critique automobile qui a salué le dévouement et l'engagement de GM à maintenir le Suburban et ses frères SUV en production en raison de leur popularité et de leurs ventes,,,.
Un essai routier effectué le 25 février 2014 par The Fast Lane a reçu des critiques positives pour sa vitesse, sa tenue de route, sa technologie et ses performances et une note globale de 9 (sur 10) d'Autonet.ca au Canada. Truck Trend a indiqué qu'ils n'avaient jamais vraiment pensé au Suburban et au Yukon XL comme des véhicules pour les «un pour cent» (se référant à leurs générations précédentes et à leurs clients haut de gamme et axés sur la famille), ils sont désormais solidement des véhicules pour les «dix pour cent» avec les versions mises à jour.
Cependant, en même temps, la version de onzième génération a eu des commentaires mitigés sur les murs électroniques d'Autoblog et sur la page Facebook de Chevrolet, principalement sur la calandre avant, son design carré, la décision de GM de ne pas inclure de fonctionnalités supplémentaires ou facultatives sur le Suburban, comme un moteur Duramax et l’absence évidente de la version "2500" (ou 3/4 de tonnes) dans la gamme de production actuelle ou ne la rendant pas disponible à la vente au public (à l’époque). Dans une revue de l'Automobile Magazine, l'écrivain Greg Migliore note que malgré la réception des deux côtés et la possibilité que d'autres constructeurs automobiles puissent quitter le segment des grands SUV, qu'avec cette 11e génération, "GM espère clairement que le Suburban atteindra le cap du siècle". Le Detroit News a donné au Suburban LTZ de 2016 une note de 4 étoiles (Excellent), ceci après avoir comparé le SUV avec le Fiat 500L dans un test expérimental inspiré de la visite du pape François en Amérique du Nord en 2015, dans lequel le Pontife a utilisé le 500L, qui est l'équivalent du Suburban blindé du président des États-Unis Le modèle de 2016 a également obtenu une sorte d'entraînement au Florida International Rally & Motorsports Park pour tester ses capacités sur piste de course, où il a réussi.
Le Suburban de douzième génération a reçu des critiques positives en raison de sa conception et de ses fonctionnalités, bien que les sites de médias sociaux et les sites Web automobiles de Chevrolet aient critiqué l'apparence du véhicule, citant sa ressemblance avec le Ford Expedition MAX de cinquième génération et le Hyundai Palisade full-size standard, en raison du même langage de design extérieur,. Il suscite également des critiques de la part de groupes climatiques qui accusent GM de dépenser des milliards pour promouvoir des SUV comme le Suburban au lieu de véhicules efficaces, comme le souligne Dan Becker de Safe Climate Campaign, «GM prétend qu'ils répondent simplement à la demande des consommateurs pour des véhicules gigantesques, mais la plupart des consommateurs n'utilisent pas leurs pick-ups et SUV pour le bois et les machines, mais pour transporter des lattes du Starbucks à la maison», un problème que GM a abordé à plusieurs reprises.

### Distinctions
Le Suburban de 2015 a été classé troisième parmi les meilleurs SUV abordables et cinquième parmi les SUV abordables avec des sièges à 3 rangées par l'U.S.News & World Report, et a été parmi les finalistes du SUV de l'année de Motor Trend pour 2015. Il a également reçu le prix MotorWeek Drivers' Choice Award 2015 pour le meilleur grand SUV, tandis que Consumer Reports a classé le Suburban comme le meilleur SUV avec une troisième rangée de sièges, dépassant ses concurrents dans cette catégorie.
Le 31 mai 2016, le Chevrolet Suburban a pris la troisième place derrière le Tahoe et le GMC Yukon dans l'étude J.D.Power Vehicle Dependability Study parmi les SUV full-size, selon les réponses des propriétaires des véhicules.
En février 2018, Good Housekeeping a nommé le Suburban de 2018 «Meilleure nouvelle voiture de l'année 2018» dans la catégorie des gros SUV. Dans son examen du véhicule, GH donne comme raison de décision d'attribuer le prix au SUV: «Que vous ameniez toute l'équipe de football à la maison ou que vous emmeniez des enfants à l'université, c'est un bourreau de travail plus grand que nature qui peut gérer votre équipage et toutes leurs affaires".
Consumer Reports a ajouté le Suburban de 2018 à sa liste de recommandation en raison des scores élevés de satisfaction des propriétaires.
Le Suburban a reçu une étoile au Walk of Fame d'Hollywood le 5 décembre 2019, l'un des deux objets inanimés à en recevoir (Disneyland étant l'autre), pour ses fréquentes apparitions au cinéma et à la télévision. Parce que les règlements de la ville interdisent de placer des noms de sociétés sur les trottoirs publics, y compris le Walk of Fame, l'étoile a plutôt été placée dans une zone adjacente au Walk of Fame.

## Ventes
L'intérêt pour le Suburban de onzième génération remanié s'est également traduit par une augmentation des ventes. En avril 2014, la plupart des concessionnaires ont signalé une hausse de 109,8%, la plupart des concessionnaires signalant que les véhicules étaient vendus dans les 10 jours suivant leur arrivée sur les terrains du concessionnaire, les clients optant pour le modèle LTZ tout options, ce qui en faisait l'un des modèles les plus vendues de Chevrolet en 2014. Le Suburban de onzième génération se vend également très bien au Moyen-Orient, où en août 2014, a affiché une augmentation de 37% de ses ventes, la plupart des achats provenant d'Arabie saoudite (65%), des Émirats arabes unis (15%) et du Qatar (108%). À la fin de septembre 2014, GM a vendu plus de 4101 unités du Suburban (en hausse de 50,1%), tandis que le Yukon XL affiché 2165 unités vendues (en hausse de 64%), avec GM se vantant que 80% des véhicules vendus étaient ses gros SUV.
Au Canada, les ventes du Suburban ont atteint 966 unités (en hausse de 43%) en 2014, bien que le Yukon XL se vende mieux dans ce pays avec 1760 véhicules vendus (en hausse de 50,3%) cette même année. Dans l'ensemble, ils représentent 70% des ventes de SUV de GM Canada pour 2014.
Le 17 août 2015, GM a confirmé son intention d'augmenter la production de ses gros SUV, en particulier le Suburban / Yukon XL, en raison de la baisse des prix de l'essence et d'une demande plus élevée pour ces véhicules. Cette décision a également permis à l'usine d'assemblage d'Arlington d'ajouter plus d'heures et d'augmenter la production de 48 000 SUV à 60 000 en fonction de l'augmentation des heures et l'ajout d'heures de travail supplémentaires le samedi.
Le Suburban de 2017 a connu sa plus forte augmentation des ventes en janvier 2017, alors qu'il affichait un gain de 72,3% (5 634 unités), le plus élevé depuis janvier 2008 lorsque c'était le Suburban de 2008.

## Applications militaires
Article principal: Véhicule utilitaire
Lorsque la production du CUCV II a pris fin en 2000, GM l'a repensée pour coïncider avec les offres de pick-ups civils. La nomenclature CUCV a été changée en Light Service Support Vehicle en 2001. En 2005, la production du LSSV est passée à AM General, une unité de MacAndrews et Forbes Holdings. Le LSSV est un Chevrolet Silverado 1500, Chevrolet Silverado 2500 HD, Chevrolet Tahoe ou Chevrolet Suburban construit par GM et propulsé par un moteur turbo diesel Duramax de 6,6 litres. Comme GM a repensé ses pick-ups et SUV civils de 2001 à nos jours, les LSSV ont également été mis à jour sur le plan esthétique.
La militarisation des pick-ups / SUV standard de GM pour devenir des LSSV comprend des changements extérieurs tels que la peinture CARC (Forest Green, Desert Sand et 3 couleurs Camouflage), lumières d'occultation, pare-chocs militaires, un pare-buffle, un réceptacle valet OTAN / réceptacle remorque OTAN, un crochet de remorquage, manilles de remorquage et un système électrique 24/12 volts. Le tableau de bord dispose de commandes et de plaques de données supplémentaires. Le pick-up peut également être équipé de supports d'armes dans la cabine, crochets d'arrimage de la cargaison, sièges de troupes rabattables, outils pionniers, treuils et autres accessoires militaires. Dans l'Armée canadienne, ces véhicules sont surnommés «Milverado».
La finition optionnelle Enhanced Mobility (EM) ajoute une suspension améliorée, freins antiblocage aux 4 roues, un blocage de différentiel arrière, pneu tout-terrain à talon, un système de surveillance de la pression des pneus et autres mises à niveau. Environ 2000 unités de LSSV ont été vendues à des organisations militaires et d'application de la loi américaines et internationales.

### Variantes
- Pick-up transporteur de fret/troupes (2 portes, cabine allongée ou Silverado 4 portes)[165]
- Véhicule transporteur/de commande de fret/troupes (Tahoe 4 portes)[165]
- Véhicule/ambulance transporteur/de commande de fret/troupes (Suburban 4 portes)[165]

## Sécurité

### 2007-14
Pour l'année modèle 2009, le Suburban a reçu la meilleure note de 5 étoiles de la National Highway Traffic Safety Administration (NHTSA) des États-Unis dans les catégories frontal conducteur / passager et latéral conducteur / passager.
Résultats des tests de collisions du Chevrolet Suburban de la NHTSA (pour les modèles de 2009):
- Frontal conducteur :
- Frontal passager :
- Latéral conducteur :
- Latéral passager arrière :
- Tonneau 2 roues motrices :
- Tonneau 4 roues motrices :

### 2015-aujourd'hui
Pour l'année modèle 2015, le Suburban a reçu une note de 4 étoiles de la NHTSA dans l'ensemble, les catégories latérales conducteur / passager recevant 5 étoiles. (En raison de tests plus stricts, les notes des modèles de 2011 et plus récents ne sont pas comparables aux notes des modèles de 1990-2010.) La NHTSA a donné 4 étoiles dans l'ensemble aux modèles de 2016 dans son examen, similaire à son examen des modèles de 2015.
Résultats des tests de collisions du Chevrolet Suburban de la NHTSA (pour les modèles de 2015):
- Frontal conducteur :
- Frontal passager :
- Latéral conducteur :
- Latéral passager arrière :
- Tonneau 2 roues motrices :
- Tonneau 4 roues motrices :

| Globale:                   | 4/5 étoiles |
| Frontal conducteur:        | 5/5 étoiles |
| Frontal Passager:          | 5/5 étoiles |
| Latéral conducteur:        | 5/5 étoiles |
| Latéral passager:          | 5/5 étoiles |
| Poteau latéral conducteur: | 5/5 étoiles |
| Tonneau 4x4:               | 22.2%       |

### Insurance Institute for Highway Safety (IIHS)

#### Suburban de 1995-99
Il a donné au Suburban une note Acceptable avec le Tahoe et le Yukon. L'Escalade a également obtenu une note Acceptable.

#### Suburban de 2000-06
Le Suburban, Tahoe, GMC Yukon et Escalade ont eu une note Bien et Meilleur Choix. Cependant, tous les quatre, y compris le Yukon XL, ont obtenu note Bien pour la protection de la tête sur les côtés et les sièges et les appuie-tête.

#### Suburban de 2007-14
Le Suburban, Tahoe, Yukon et Escalade ont obtenu une note Bien pour le décalage avant. Cependant, les modèles de 2007-2009 sans airbags latéraux ont obtenu une note Mauvais. Les modèles équipés ont obtenu une note Marginale. Les modèles de 2010-2014 ont obtenu le choix Top Safety.

#### Modèles de 2015-aujourd'hui
Tous les SUV K2XX ont reçu le choix Top Safety, à l'exception des pick-ups Chevrolet / GMC de la série 1500, qui n'ont pas été testées. Les pick-ups ont été testés par rapport au test de chevauchement modéré, pour lequel ils ont reçu une note Bien.

### Rappels
Le 28 mars 2014, GM a annoncé un rappel sur le Suburban et le Yukon XL de 2015 afin de réparer une «conduite de refroidisseur d'huile de transmission qui n'est pas solidement installée dans son raccord», provoquant l'arrêt et la rupture de la conduite de refroidissement d'huile, entraînant un dysfonctionnement du moteur et un incendie immédiat. Cette décision fait suite à un incident survenu le 23 mars 2014, lorsqu'un GMC Yukon de 2015 a pris feu à Anaheim, en Californie, lors d'un essai routier. Bien qu'il s'agisse d'un incident isolé, le Suburban et le Yukon XL de 2015 ne sont pas liés au rappel de ses véhicules annoncé par GM (à partir des modèles de la génération précédente et des marques abandonnées qui ont été produites avant, pendant et après la restructuration de GM en 2010) qui a été faite le 17 mars 2014.
Le 6 juin 2014, GM a émis un autre rappel sur le Suburban et le Yukon XL de 2015 parce que leurs modules de radiocommande peuvent ne pas fonctionner et empêcher ainsi certains avertissements de sécurité audibles. Cela serait suivi le 27 juin avec un autre rappel, dans lequel le boîtier de transfert "peut passer électroniquement en Neutral sans intervention du conducteur", ajoutant que si cela se produit pendant que le véhicule se déplace, l'alimentation ne sera pas envoyée aux roues, ce qui signifie que si le véhicule est stationné, il peut rouler de façon inattendue si le frein de stationnement n'a pas été serré.
Le 5 décembre 2014, GM a annoncé qu'il remplacerait des unités de clés de contact sur les Suburban et Yukon XL de 2015 après que des clients se soient plaints que le levier de vitesses heurte la tête de la clé si la colonne de direction à inclinaison réglable est en position complètement relevée. Le levier ne peut être déplacé hors de la position Park que lorsqu'un rapport de moteur tourne et que le pied du conducteur est sur le frein. Les fonctions d'allumage par bouton-poussoir ne sont pas affectées.
Le 4 janvier 2015, GM a émis un rappel concernant les Suburban et les Yukon XL de dixième génération des années modèle 2011 et 2012 pour un problème potentiel d'actionneur de verrou d'allumage, citant qu'ils n'étaient pas de la bonne taille et pouvaient provoquer le blocage de l'allumage en position "Start", puis, en raison d'un événement discordant ou d'une "température intérieure fraîche", l'allumage pourrait revenir en position "Accessory", entraînant une perte d'assistance électrique et empêchant les airbags de se déployer.
Le 30 décembre 2015, la NHTSA a révélé qu'elle avait reçu des plaintes de propriétaires de Suburban / Yukon XL de 2015 au sujet de problèmes de tremblement et de vibrations à l'intérieur de la cabine causant aux conducteurs et aux passagers de subir une vibration gênante si grave qu'elle entraîne des étourdissements et des maux de tête. GM en est conscient et a pris des mesures pour corriger la situation et essayer de localiser la source, mais assure que les véhicules sont sûrs à conduire.
Le 3 mai 2016, GM a rappelé les modèles Suburban et Yukon XL de 2016 en raison de soudures inadéquates sur leurs bras de commande avant supérieurs, ce qui pourrait entraîner un accident ou des blessures.
Le 4 février 2017, GM a publié un rappel concernant les modèles Chevrolet Suburban HD de 2016 et 2017 pour un rétroviseur extérieur droit mal fixé qui, selon GM, sera remplacé gratuitement. Le rappel a touché 211 véhicules.

## Ventes annuelles aux États-Unis
À partir de 1999, GM a renommé le GMC Suburban en Yukon XL. GM a cessé de suivre les ventes du Yukon XL en 2018 et les inclut maintenant dans les ventes du Yukon. Les ventes sur ce graphique reflètent le nombre d'unités de Chevrolet Suburban vendues à partir de 2018.
| Année civile          | Chevrolet Suburban | GMC Suburban | Yukon XL | Ventes totales aux États-Unis |
| --------------------- | ------------------ | ------------ | -------- | ----------------------------- |
| 1996                  | 94,010             | 43,161       | –        | 137,171                       |
| 1997                  | 99,068             | 43,137       | –        | 142,205                       |
| 1998                  | 108,933            | 42,423       | –        | 151,356                       |
| 1999                  | 138,977            | 44,886       | 1,857    | 185,720                       |
| 2000                  | 133,123            | 4,776        | 47,016   | 184,915                       |
| 2001                  | 154,782            | 94           | 70,706   | 225,582                       |
| 2002[réf. nécessaire] | 151,056            | –            | 67,556   | 218,612                       |
| 2003[réf. nécessaire] | 135,222            | –            | 70,887   | 206,109                       |
| 2004                  | 119,545            | –            | 65,917   | 185,462                       |
| 2005                  | 87,011             | –            | 53,652   | 140,663                       |
| 2006                  | 77,211             | –            | 45,413   | 122,624                       |
| 2007                  | 83,673             | –            | 45,303   | 128,976                       |
| 2008                  | 54,058             | –            | 26,404   | 80,462                        |
| 2009                  | 41,055             | –            | 16,819   | 57,874                        |
| 2010                  | 45,152             | –            | 23,797   | 68,949                        |
| 2011                  | 49,427             | –            | 25,223   | 74,650                        |
| 2012                  | 48,116             | –            | 23,427   | 71,543                        |
| 2013                  | 51,260             | –            | 31,258   | 82,518                        |
| 2014                  | 55,009             | –            | 29,752   | 84,761                        |
| 2015                  | 50,866             | –            | 31,334   | 82,200                        |
| 2016                  | 60,082             | –            | 37,054   | 97,136                        |
| 2017                  | 56,516             | –            | 35,059   | 91,575                        |
| 2018                  | 60,633             | –            | –        | 60,633                        |
| 2019                  | 51,928             | –            | –        | 51,928                        |

## Utilisations
Le Suburban est utilisé par la police ainsi que par les pompiers d'Amérique du Nord.

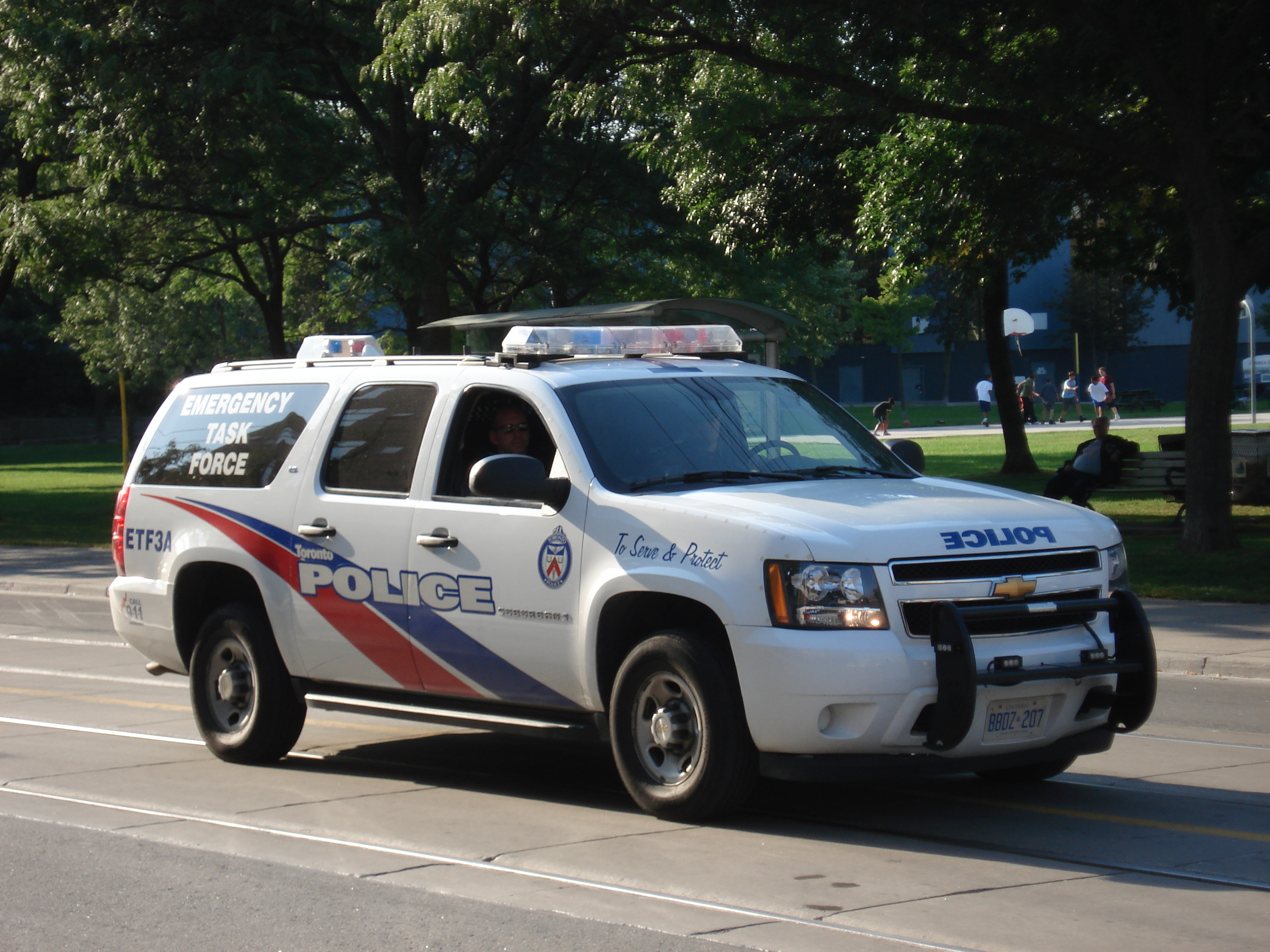
Police de Toronto, Canada.
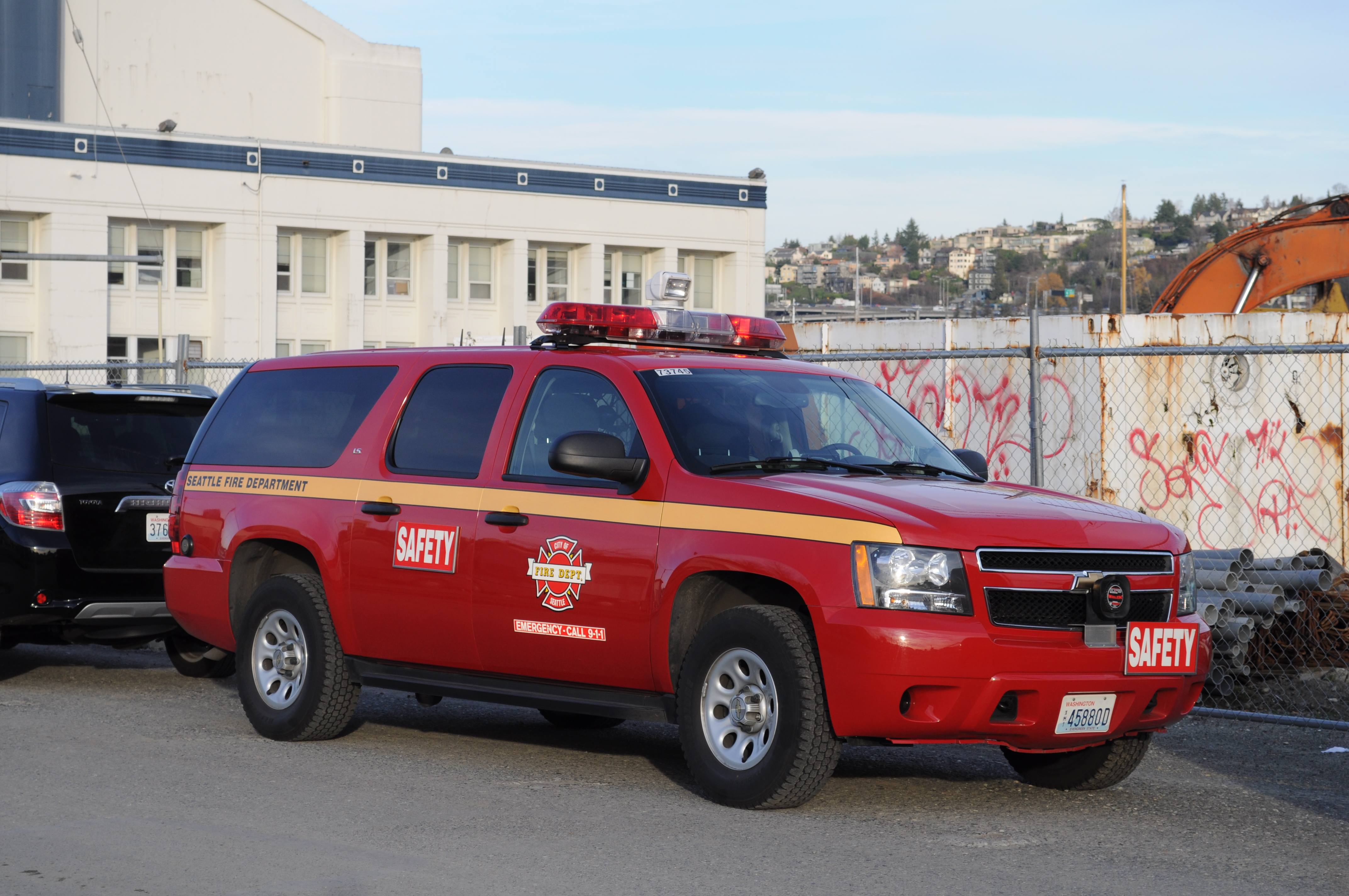
Pompiers de Seattle, États-Unis.

## Au cinéma
Le Chevrolet Tahoe/Suburban apparait fréquemment dans les séries policières américaines. Notamment dans Esprits criminels ou encore parfois dans Mentalist. On le retrouve également dans Bones, ou il partage son rôle avec un Toyota Sequoia, autre gros SUV.